# Grenspalen Arnhem
In het jaar 1756 werd de omtrek van het schependom Arnhem gemarkeerd met een vijftigtal grenspalen. De 31 overgebleven grenspalen die nog tot Arnhem behoren, zijn sinds 1996 gemeentelijk monument. Door een grenswijziging ingegaan op 18 januari 1944 staat een zestal grenspalen inmiddels geheel op Renkums grondgebied. Een van die palen is een rijksmonument, de overige Renkumse palen genieten geen bescherming.

## Aanloop
In 1630 werd de grens van het schependom Arnhem in kaart gebracht door de Gelderse landmeter Nicolaes van Geelkercken. Hiermee werd een nieuwe basis verkregen voor de heffing van de grondbelasting. Terwijl de resulterende kaart uit 1634 verloren is gegaan, hebben we wel een kaart van Van Geelkercken uit 1650. In het veld werd de grens toen gemarkeerd met zogeheten pollen: kunstmatige heuveltjes gemaakt van heideplaggen. In 1694 werden deze pollen nog eens nagelopen en werden ze wat hoger en breder gemaakt.
In 1750 was er een nieuwe aanleiding de grens duidelijker te markeren: Stadhouder Willem IV had de bewoners van de Veluwse schoutambten en schependommen het recht verleend in het eigen gebied te jagen. En dus was het van belang aan te geven waar dat gebied ophield. Eind oktober 1750 werd de grens tussen Arnhem enerzijds en Renkum, Ede, Rozendaal en Rheden anderzijds door notabelen van beide kanten opnieuw nagelopen, nadat landmeter Gijsbert Verbeek voorlopige bakens had geplaatst. Het werk van Nicolaes van Geelkercken vormde de basis. Conflicten over het verloop van de grens hebben nimmer bestaan.

## Palen
Willem Leenen was de landmeter die in 1750 belast werd met het verbeteren van de grensmarkering. In 1755 kwam er een voorlopige markering met houten bakens. Het startpunt van het werk was de Biessenpol op het toenmalige driegemeentenpunt Arnhem-Renkum-Ede. Voor de definitieve markering werden vijftig stenen palen besteld bij de steenkoper Nicolaas Plamont, die ze liet maken in Dordrecht.
De palen zijn grijs en hebben een vierkante doorsnede. Naar boven lopen ze taps toe, bovenaan is de afmeting 20 centimeter in het vierkant, de eigenlijke top is afgerond. De hoogte is maar liefst vier meter, waarvan drie meter bovengronds. Het gedeelte onder de grond is ruw, het bovengronds gedeelte is glad. De oorspronkelijke palen hebben geen opschrift. De meeste palen werden op een pol geplaatst om ze extra te laten opvallen. Destijds stonden de palen op zichtafstand van elkaar. Nu is daar geen sprake meer van: de Veluwe is tegenwoordig veel dichter begroeid dan destijds.
Op 7 februari 1757 werd het werk afgesloten.
In later jaren heeft de gemeente Arnhem andere typen palen toegepast: zeshoekige, palen met nummer, palen van gewapend beton, palen met het opschrift GEMEENTE ARNHEM.

## Nummering
Willem Leenen nummerde de palen vanaf de Biessenpol (nummer 1) zuidwaarts. De tussenafstanden mat hij in Gelderse roeden van 3,8 meter. Tegenwoordig wordt een nummering met de klok mee aangehouden, die afkomstig is van een kaart uit 1874. Ook die nummering begint bij de Biessenpol op het toenmalige driegemeentenpunt Arnhem-Renkum-Ede.

## Overzicht historische grenspaallocaties

### Grens Ede-Arnhem
- 52° 1' 8" NB, 5° 48' 30" OL, paal 1, Biessenpol, voormalig driegemeentenpunt Arnhem-Renkum-Ede
- 52° 1' 22" NB, 5° 48' 44" OL, paal 2
- 52° 1' 39" NB, 5° 49' 0" OL, paal 3, Planken Wambuis
- 52° 1' 55" NB, 5° 49' 15" OL, paal 4, Goosenspol, aan het Bommenlijntje

De volgende drie palen staan op de Hoge Veluwe:

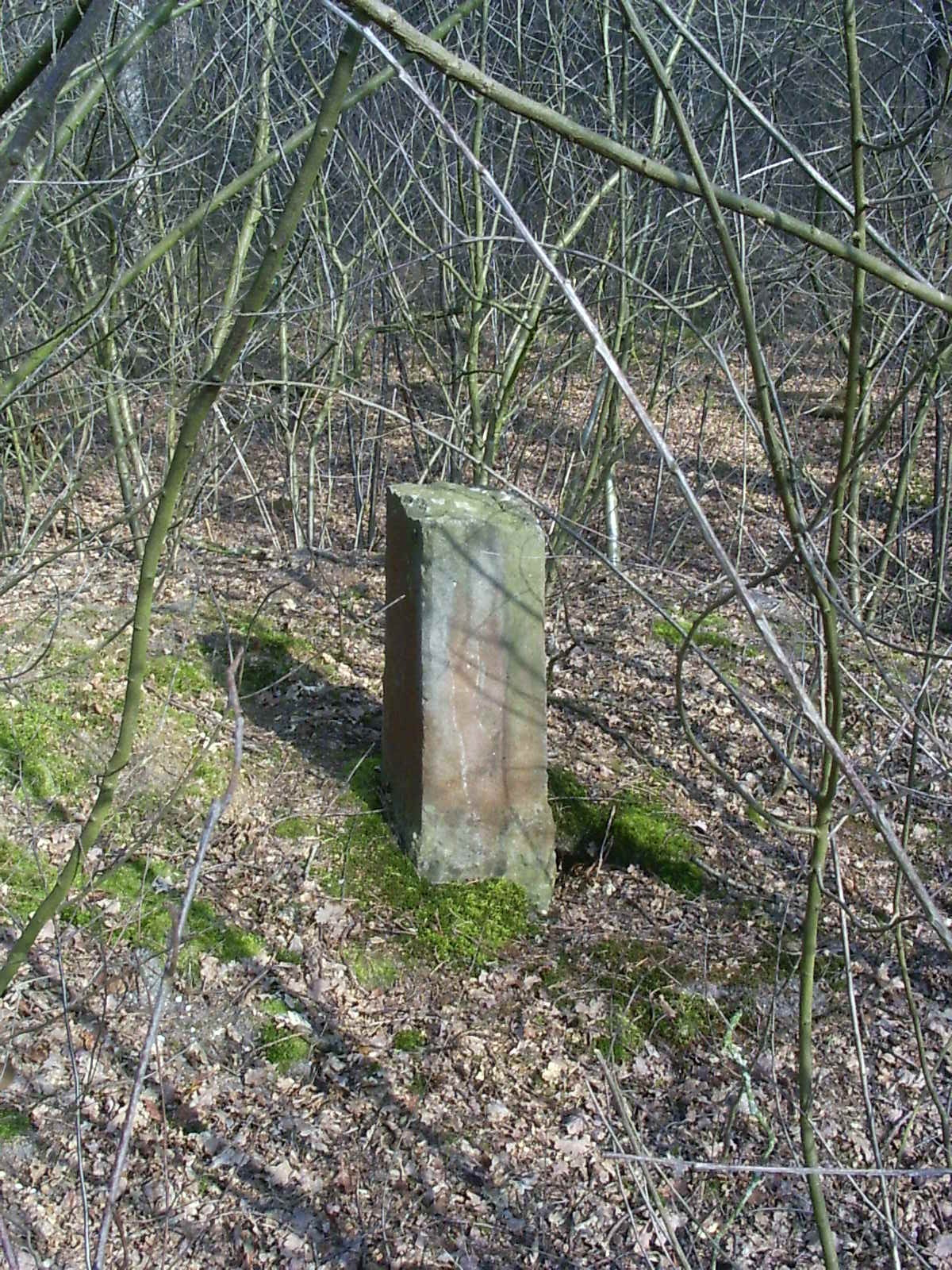
, paal 1, Biessenpol, voormalig driegemeentenpunt Arnhem-Renkum-Ede
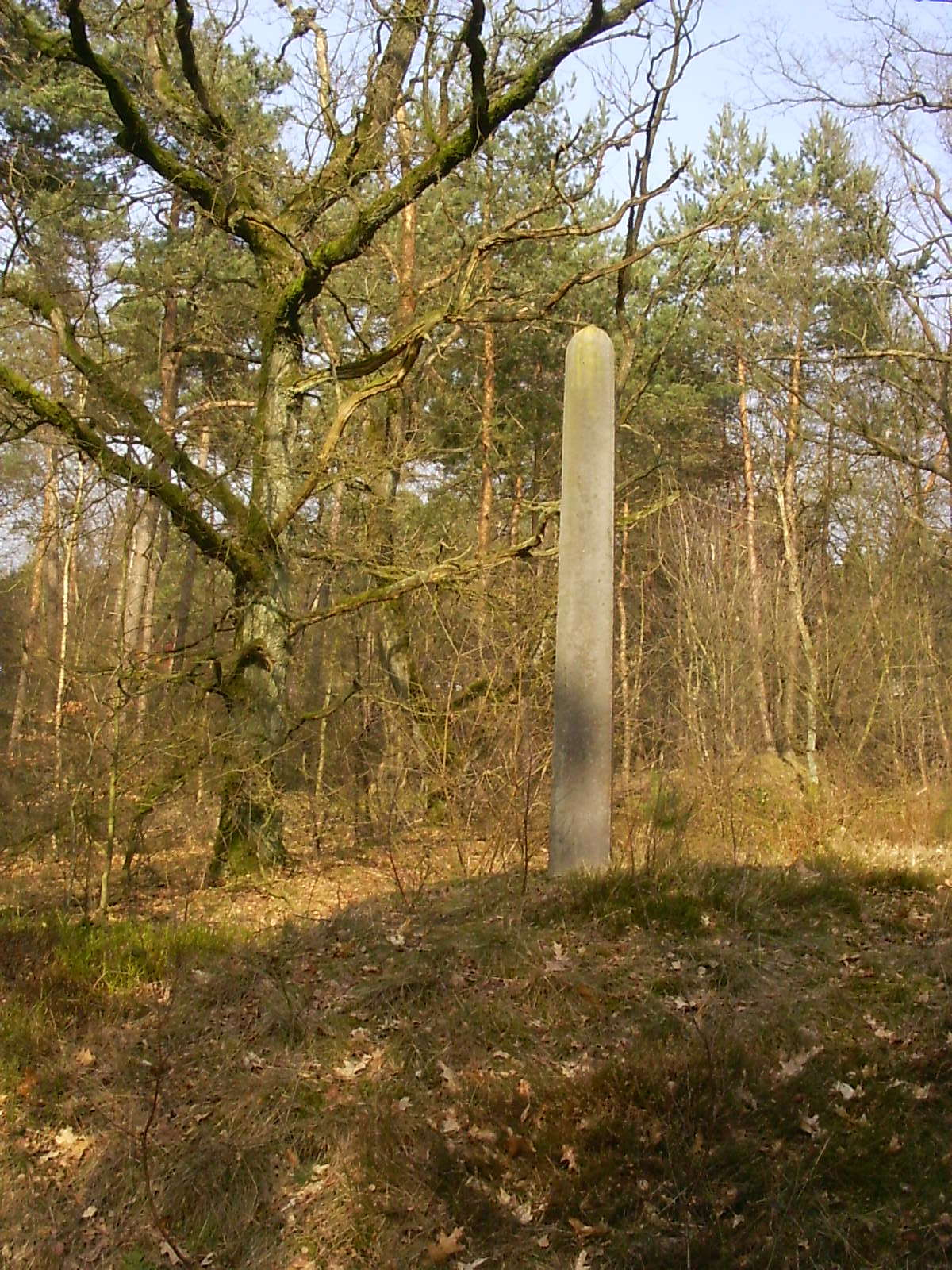
52° 2' 16" NB, 5° 49' 40" OL, paal 5
- 52° 2' 49" NB, 5° 50' 19" OL, paal 6, Braspol
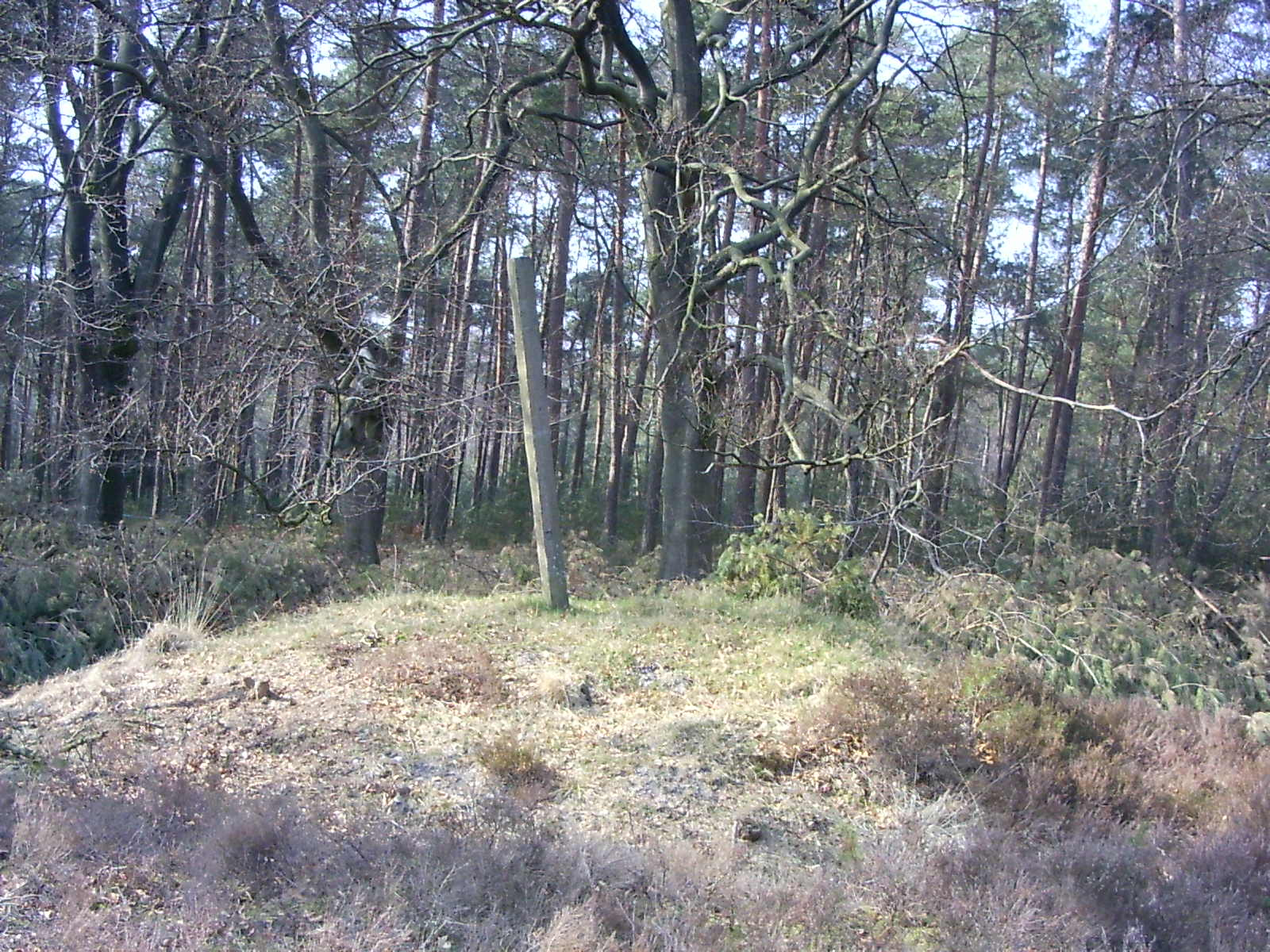
52° 3' 6" NB, 5° 51' 0" OL, paal 8, Vredepol
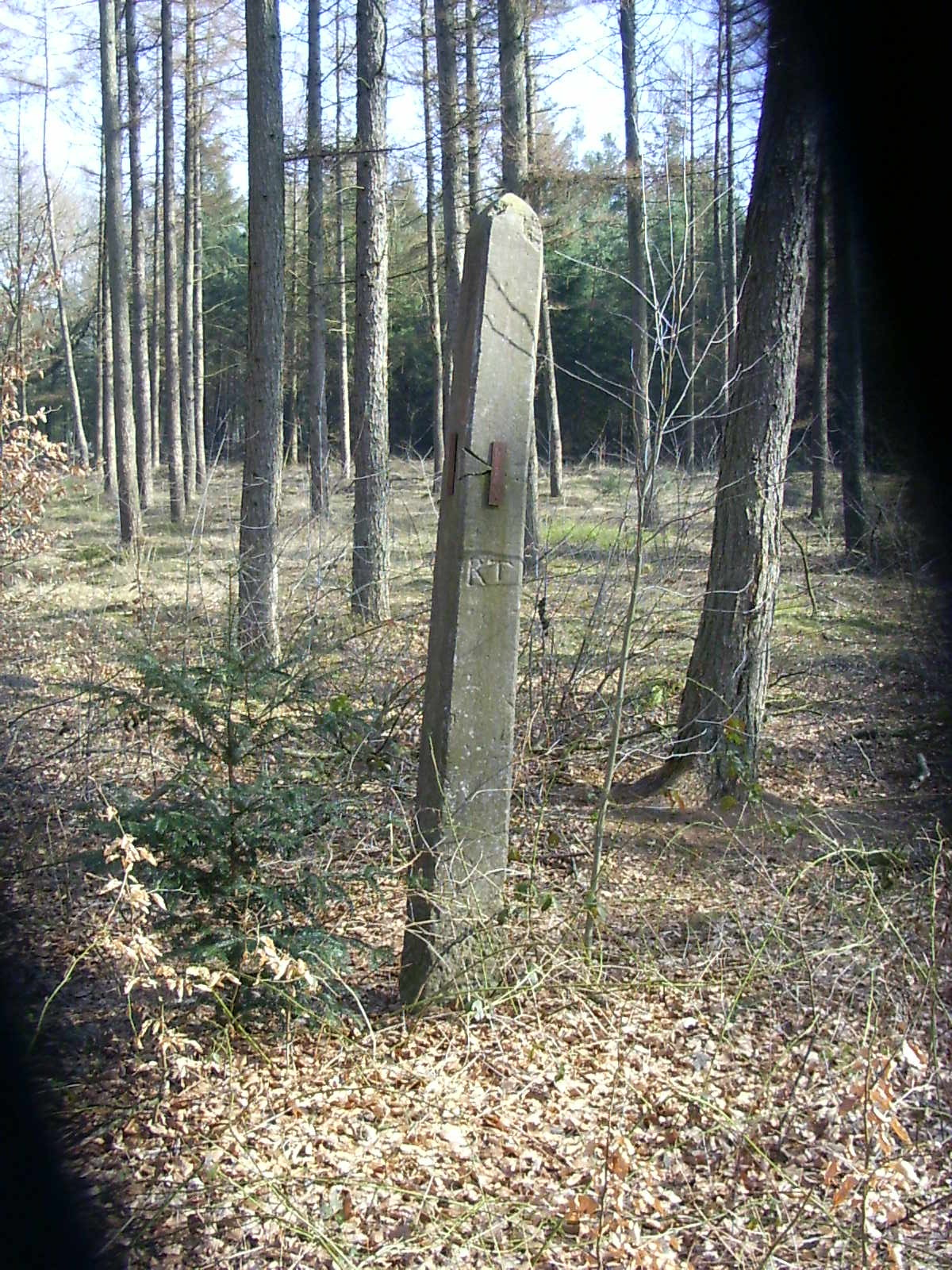
, paal 4, Goosenspol, aan het Bommenlijntje

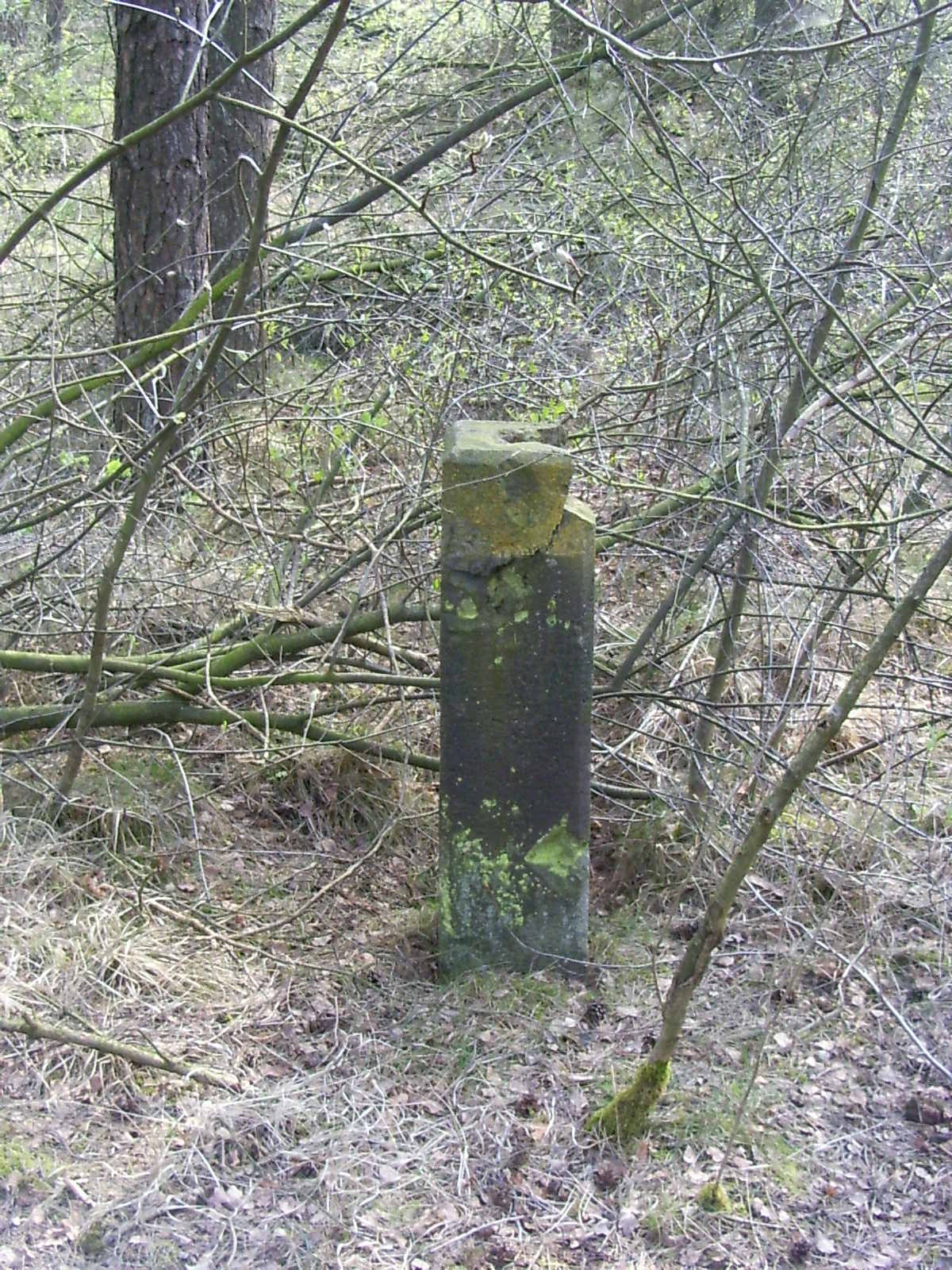
52° 3' 7" NB, 5° 51' 26" OL, paal 9, Nieuwpol
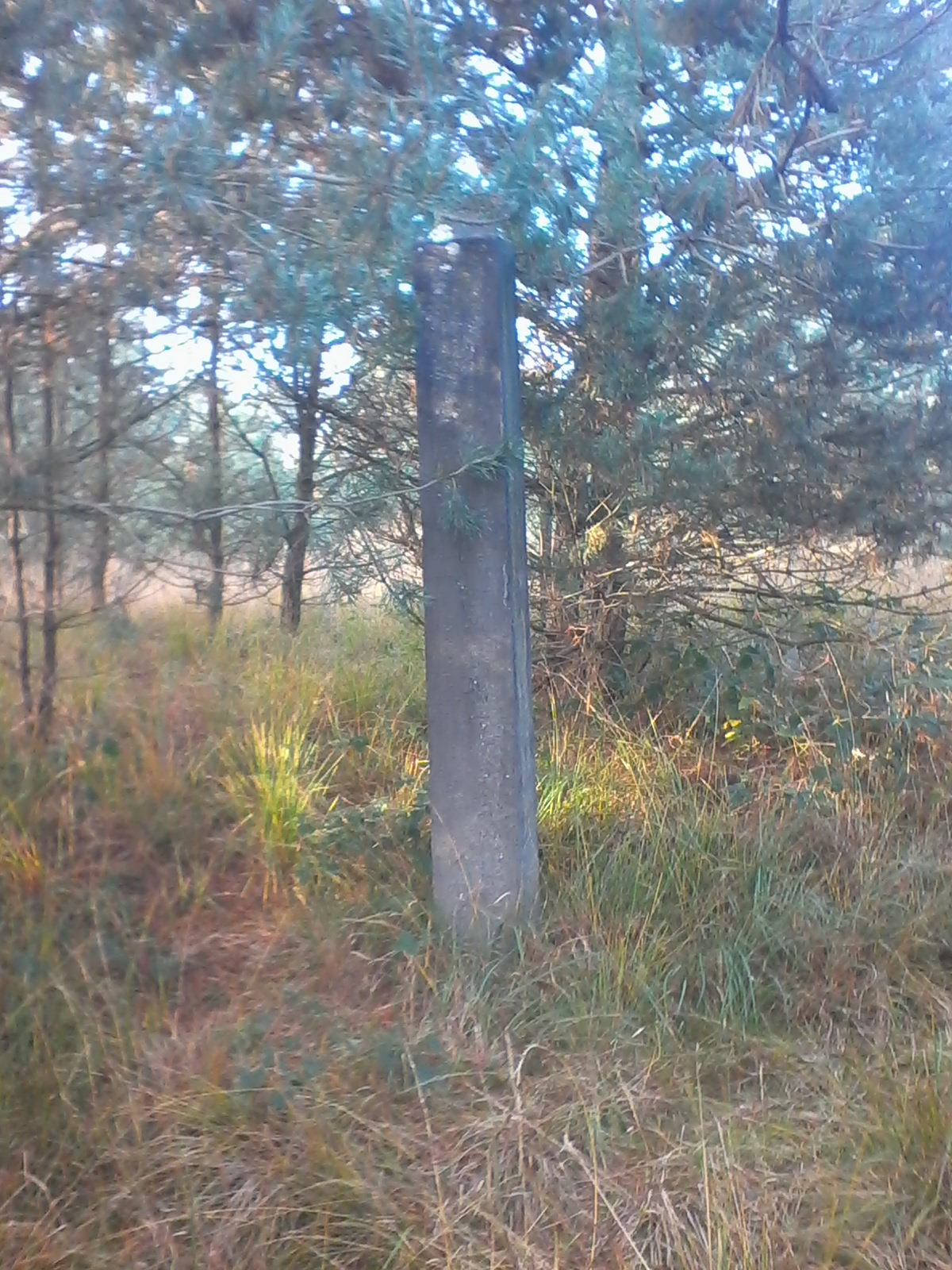
52° 3' 1" NB, 5° 54' 47" OL, paal 11, Schaarsbergenpol

### Grens Rozendaal-Arnhem

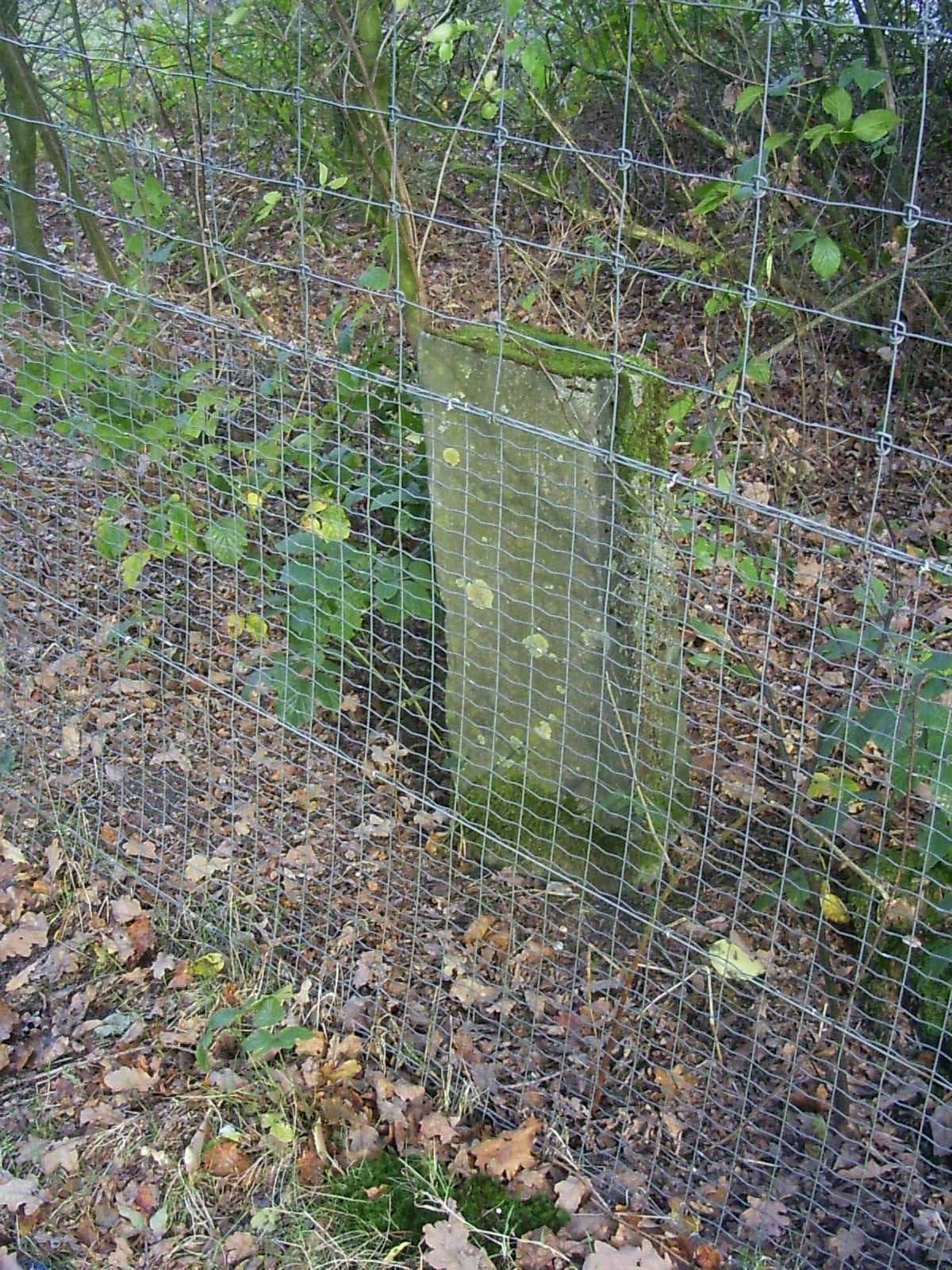
52° 3' 36" NB, 5° 56' 24" OL, paal 13, Terletpol, voormalig driegemeentenpunt Arnhem-Ede-Rozendaal
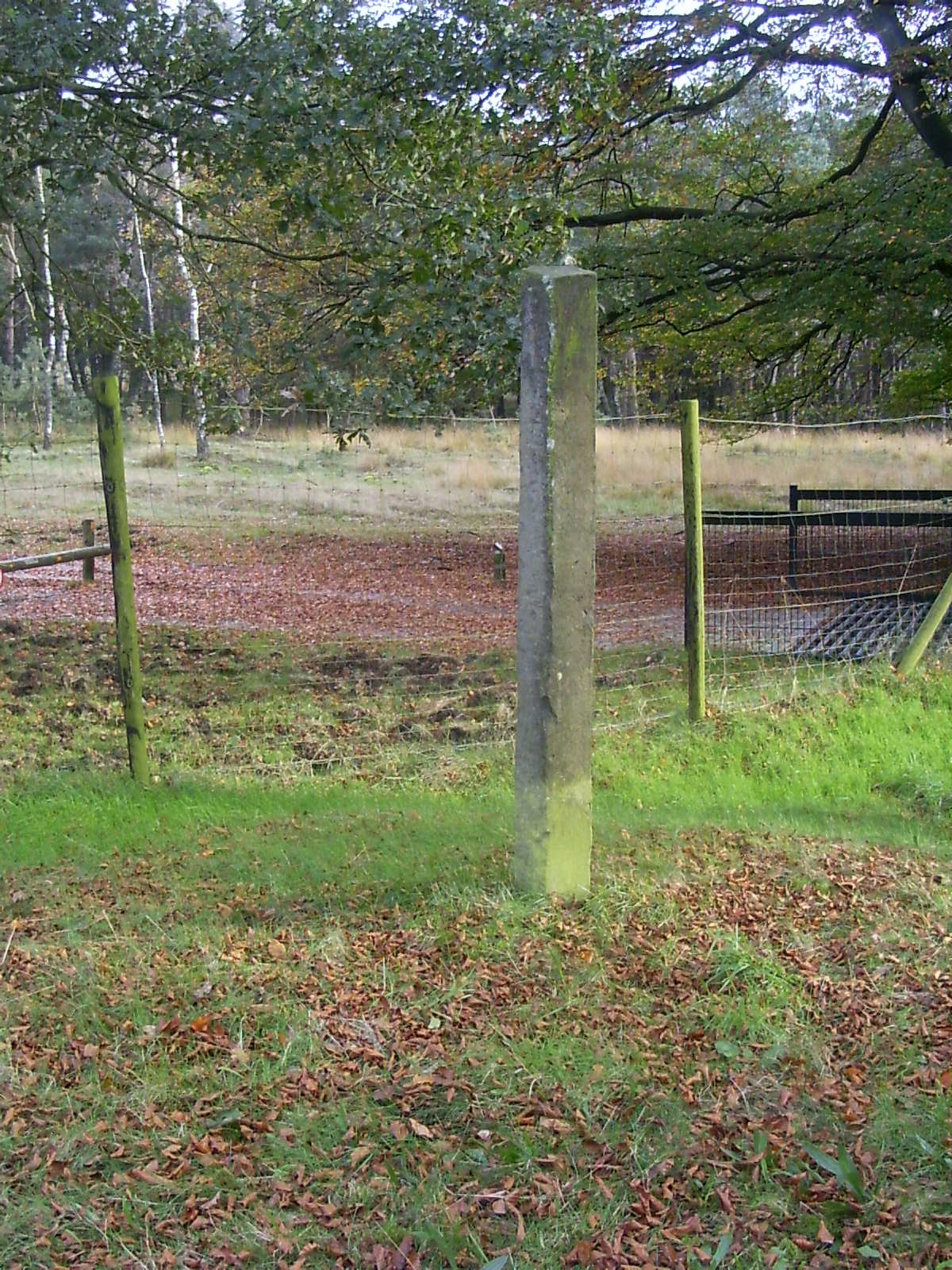
52° 2' 55" NB, 5° 56' 13" OL, moderne paal (uit 1985), Eerbeekseweg
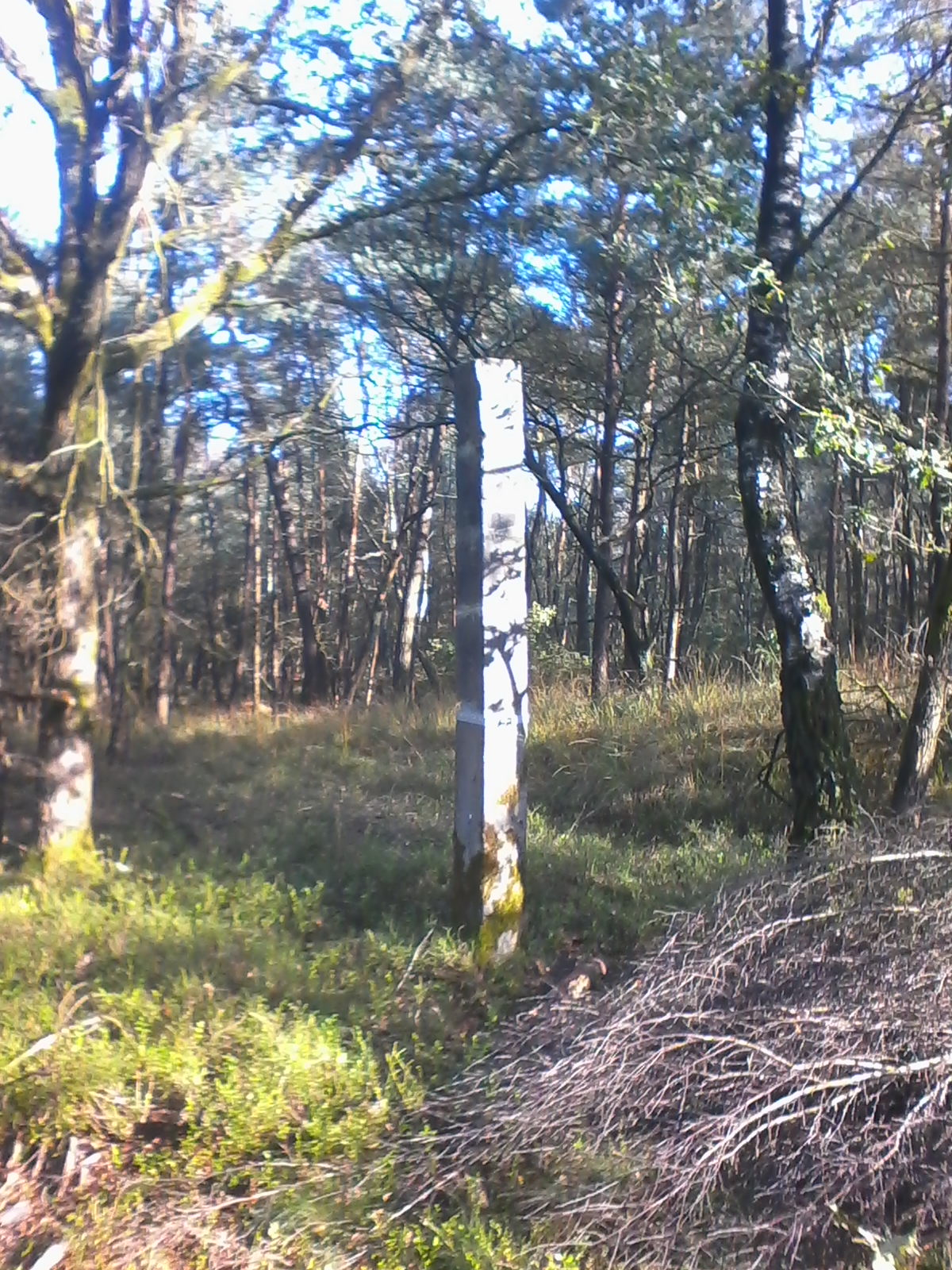
52° 1' 7" NB, 5° 56' 25" OL, paal 14
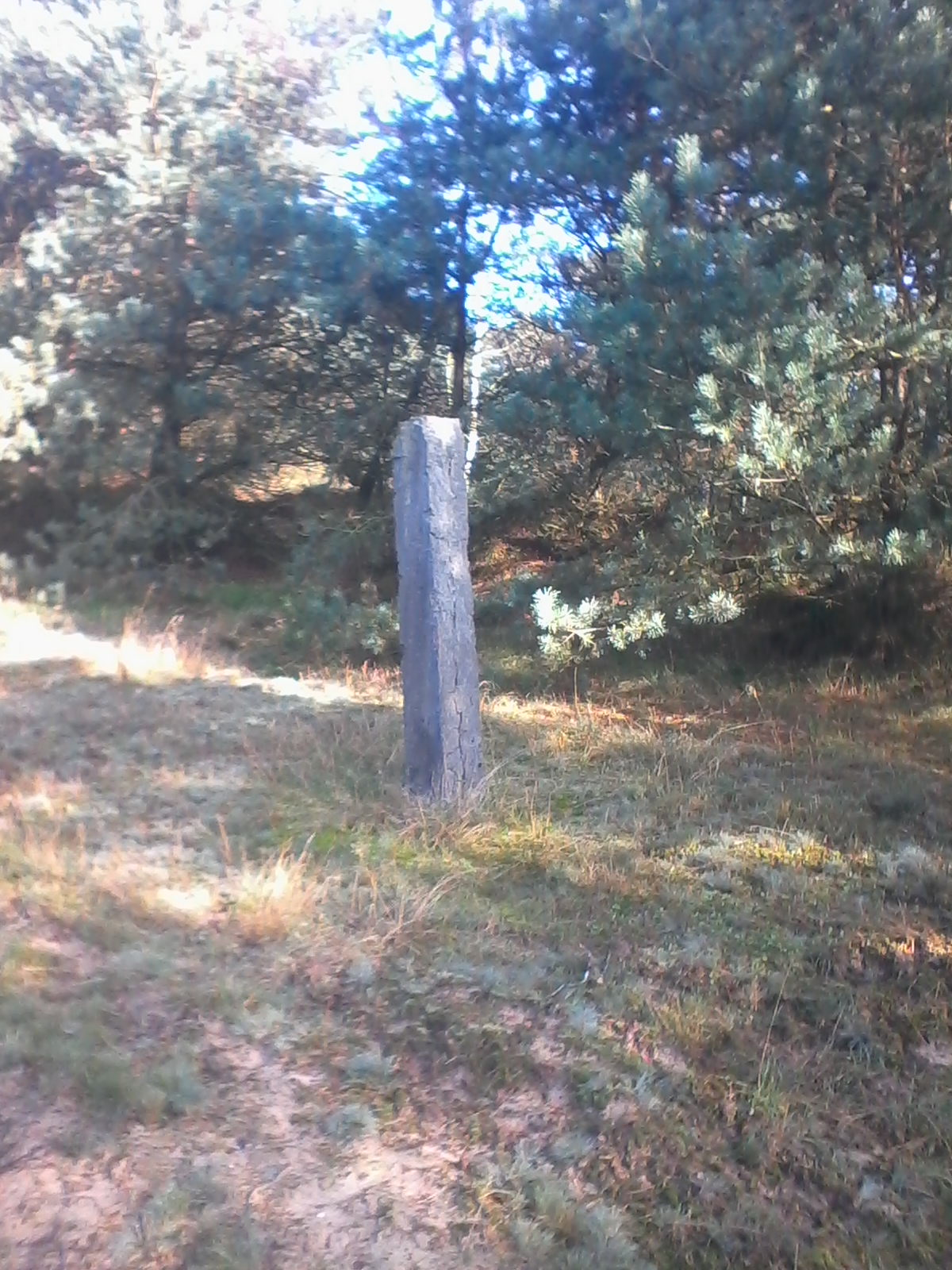
52° 1' 2" NB, 5° 56' 25" OL, paal 15
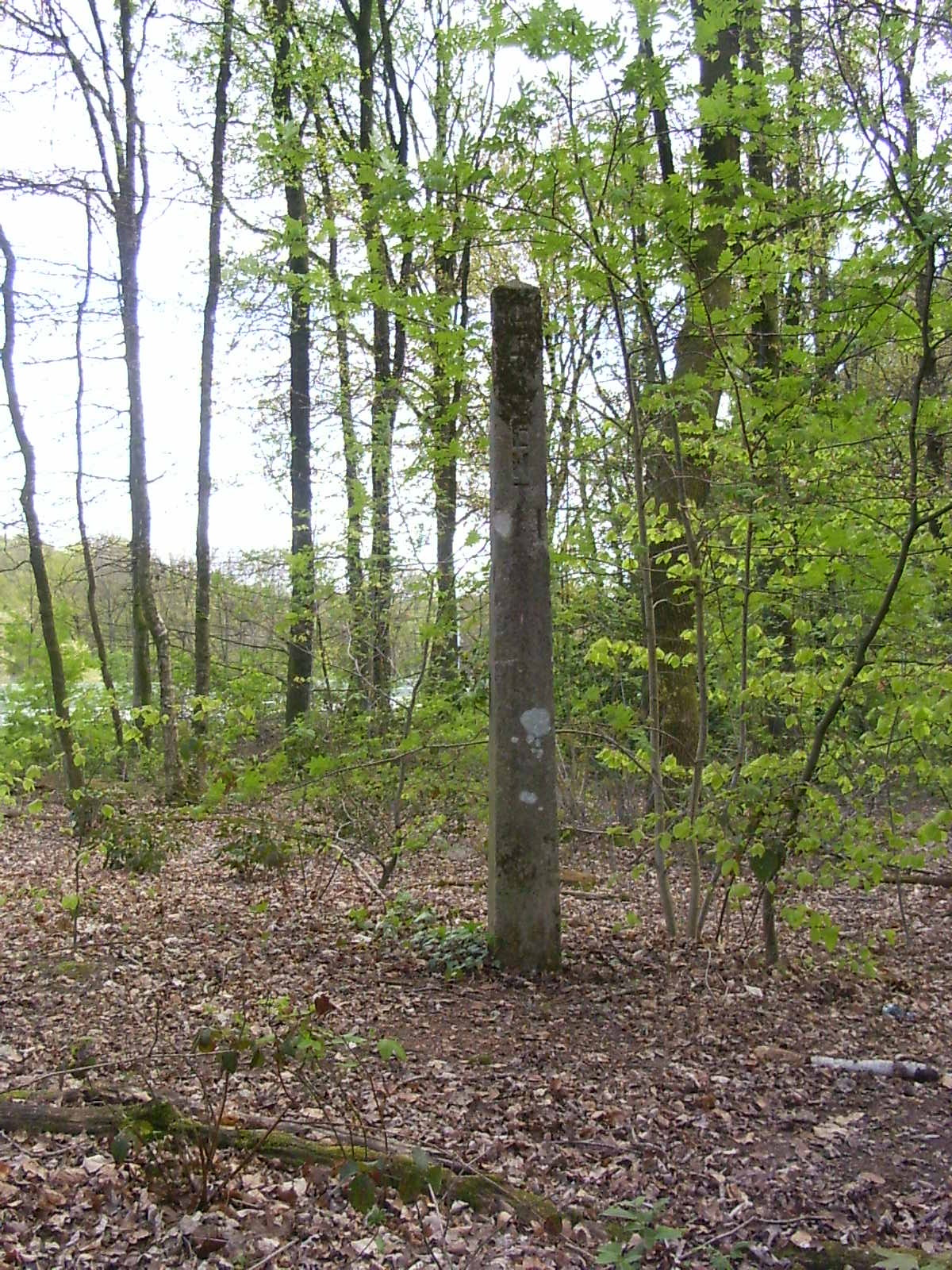
52° 0' 1" NB, 5° 56' 60" OL, paal type Warnsborn

### Grens Rheden-Arnhem

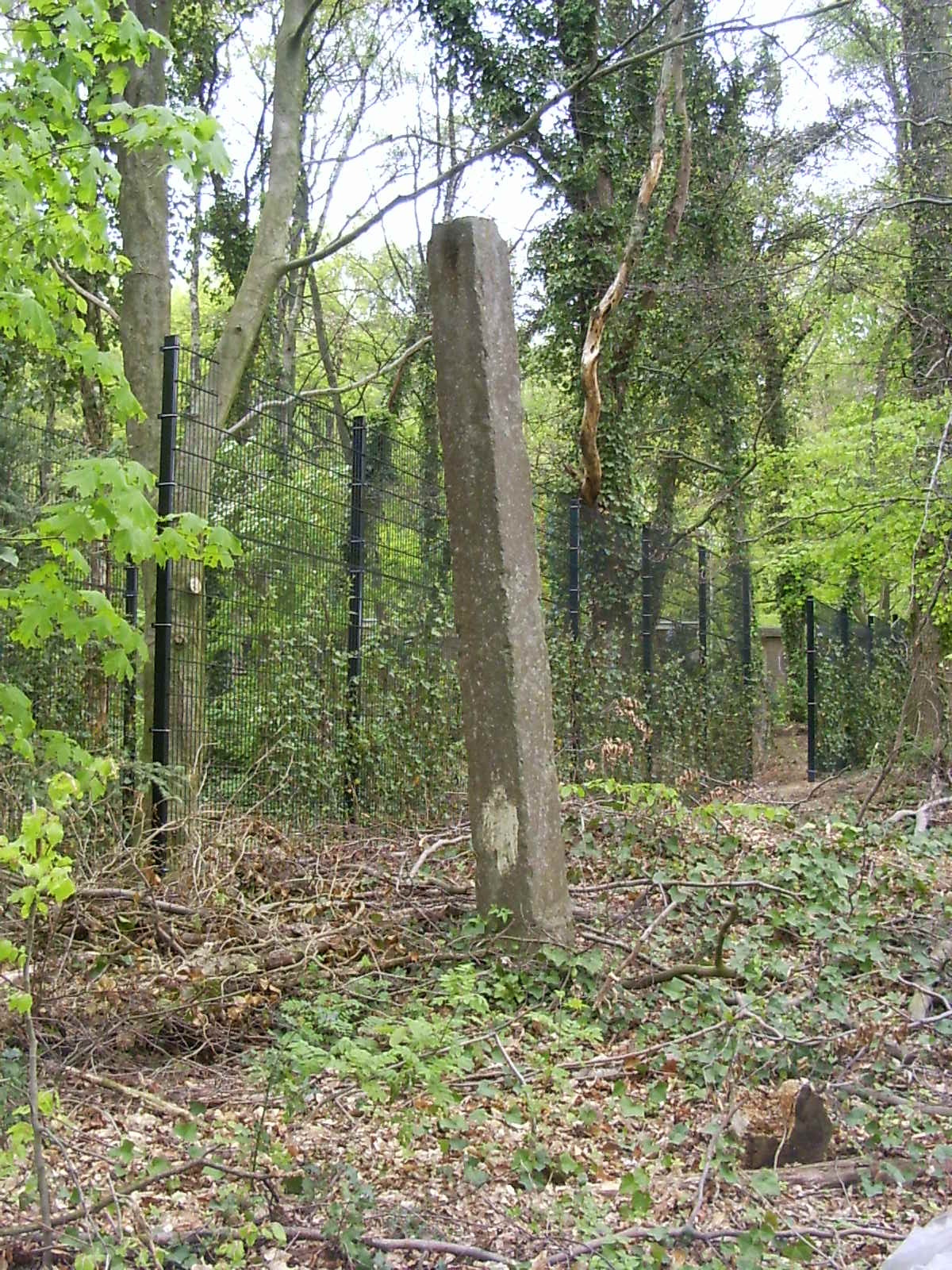
51° 59' 58" NB, 5° 57' 1" OL, paal 18, voormalig driegemeentenpunt Arnhem-Rozendaal-Rheden
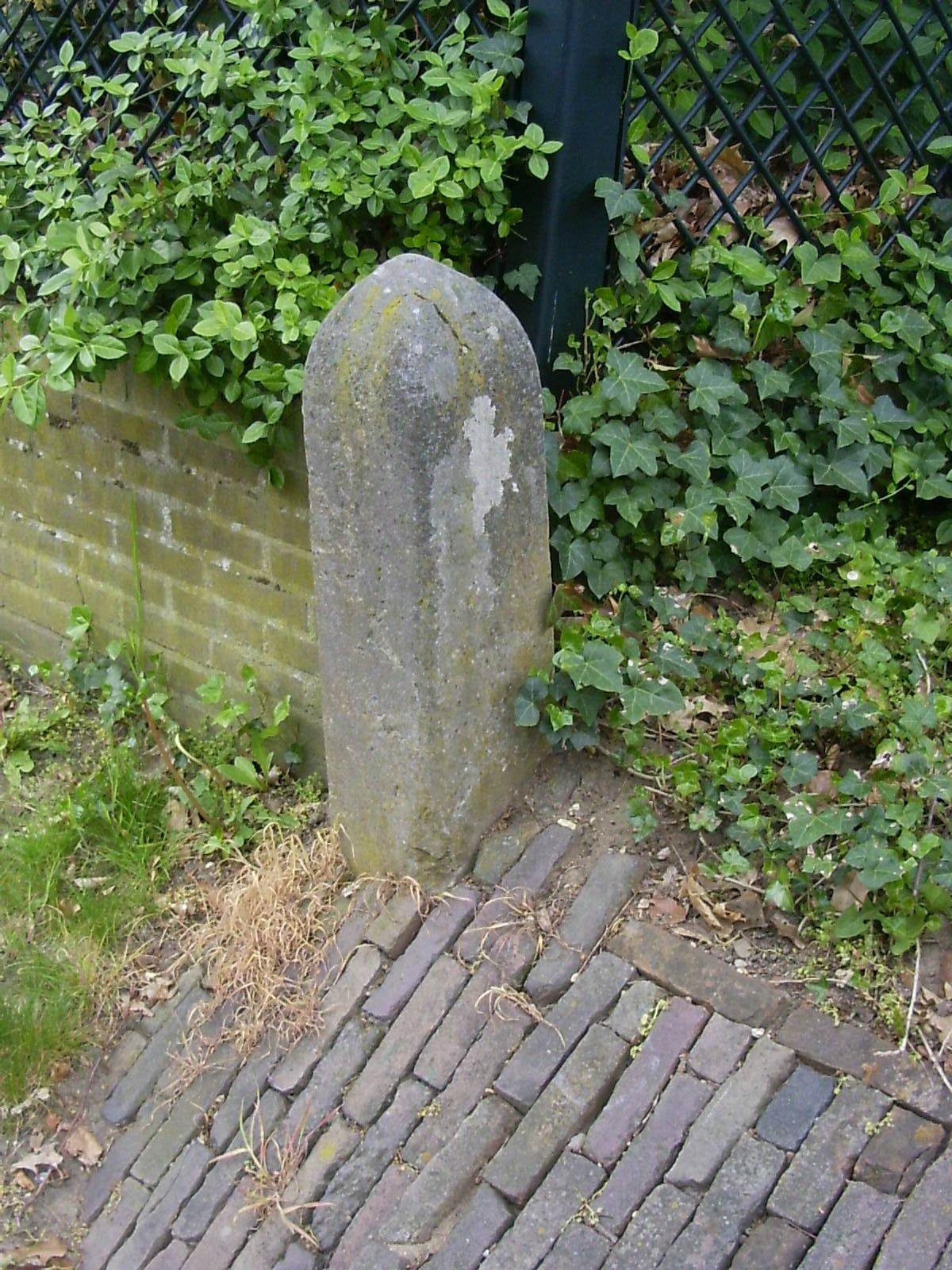
51° 59' 39" NB, 5° 57' 9" OL, paal 19, bij Bronbeek

### Grens Renkum-Arnhem, oost

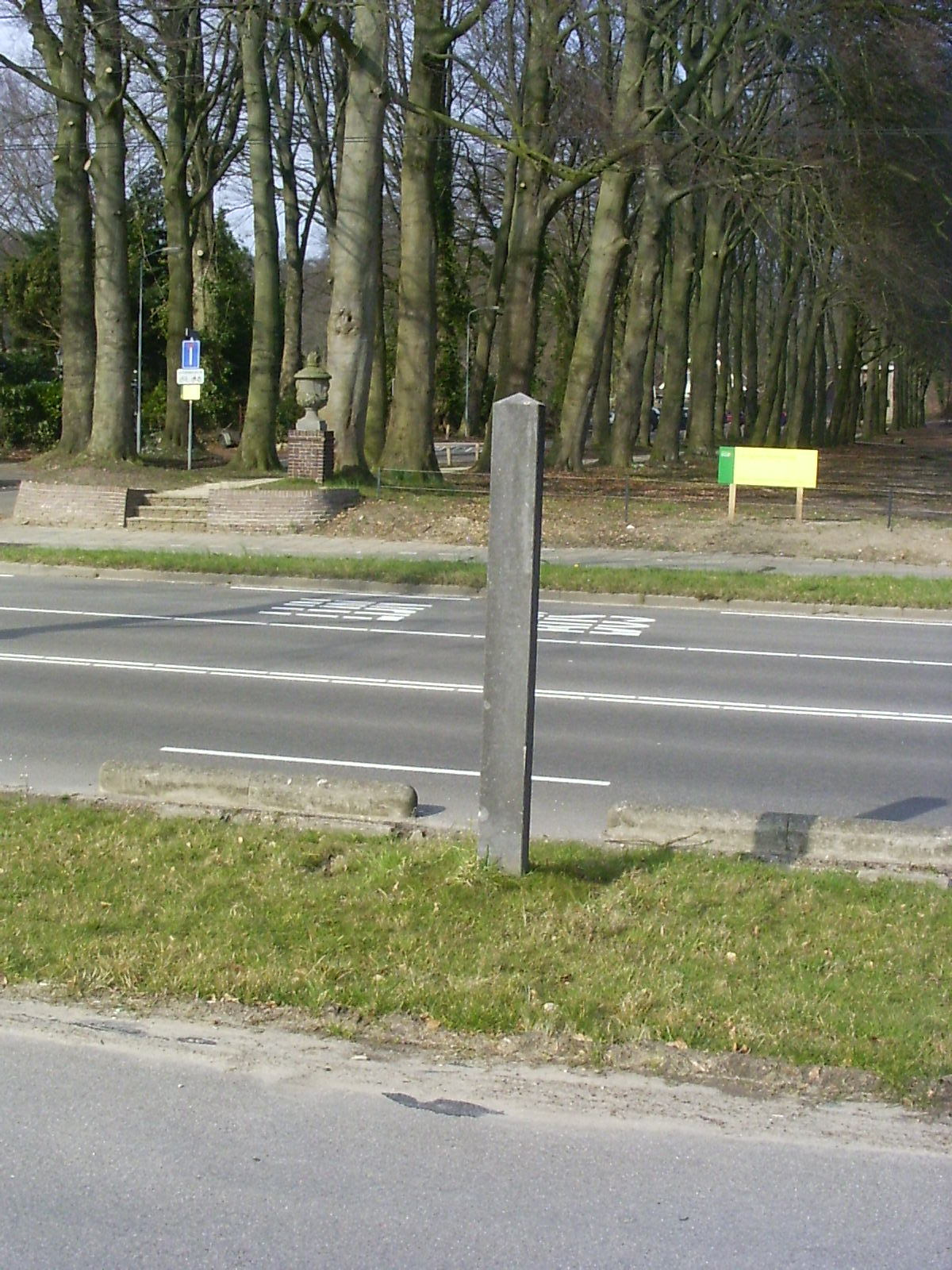
51° 59' 7" NB, 5° 51' 48" OL, moderne paal (uit 1983), Mariëndaal (landgoed)
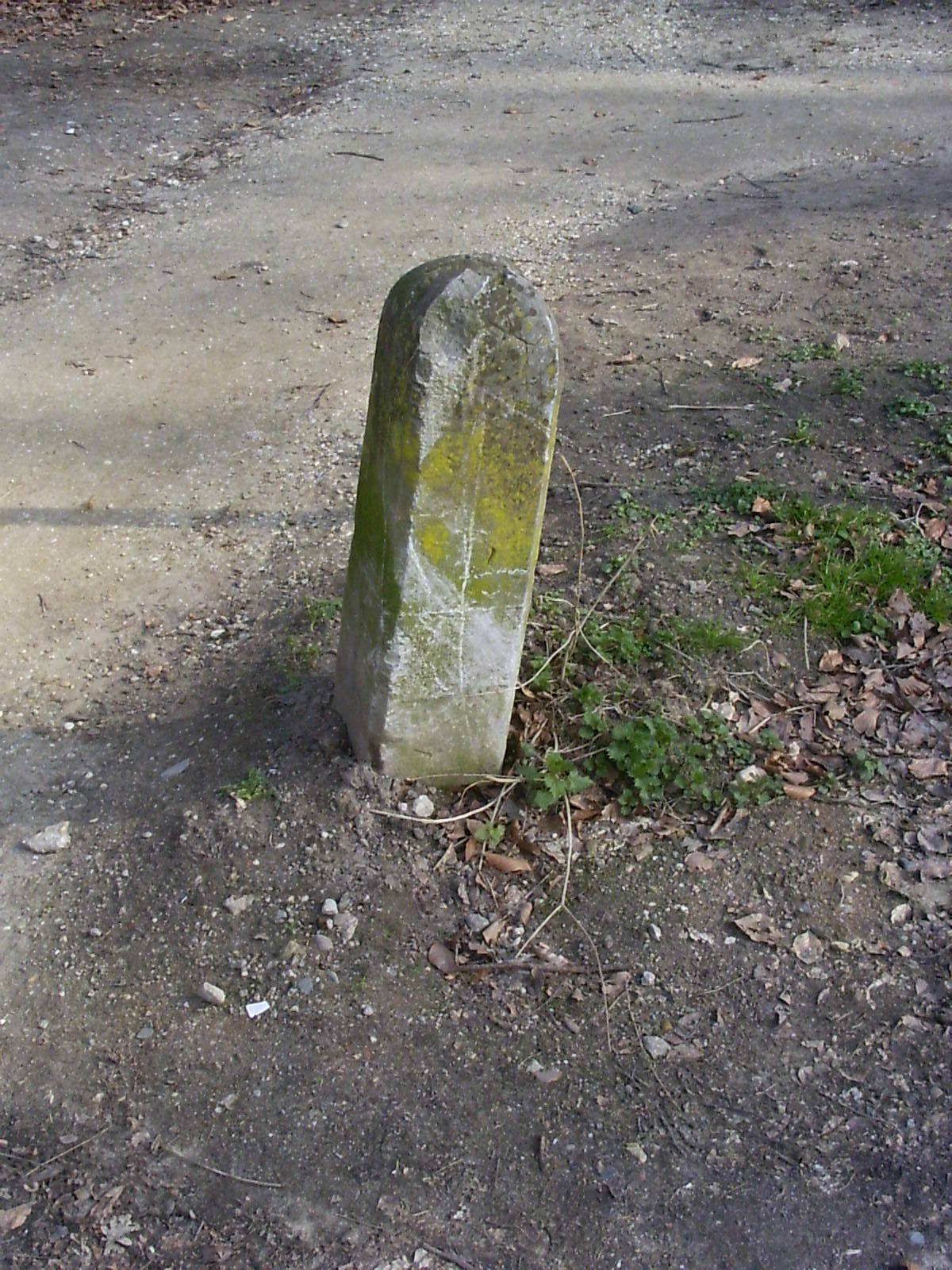
51° 59' 14" NB, 5° 51' 49" OL, paal bezuiden spoorlijn
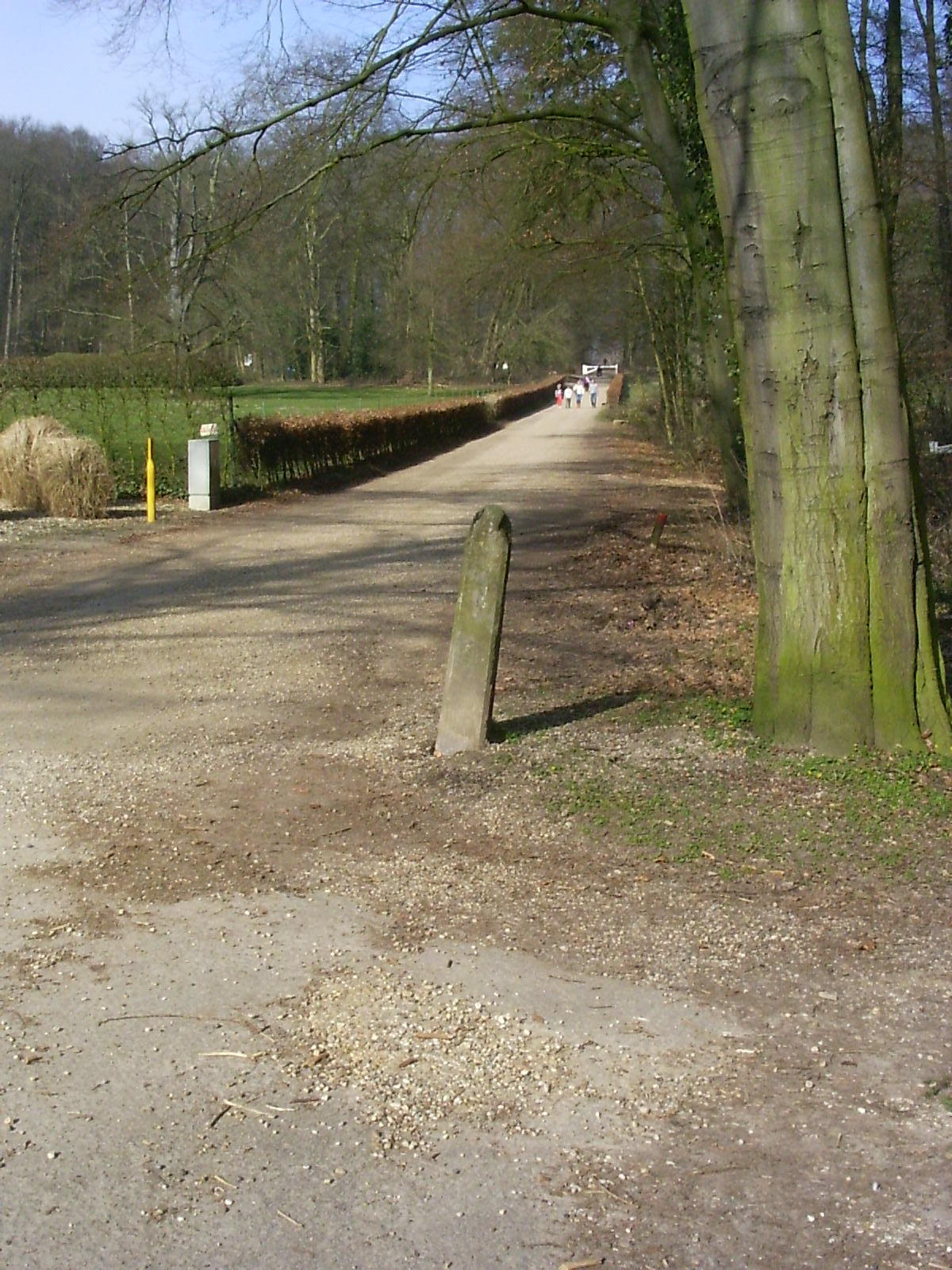
51° 59' 16" NB, 5° 51' 50" OL, paal benoorden spoorlijn
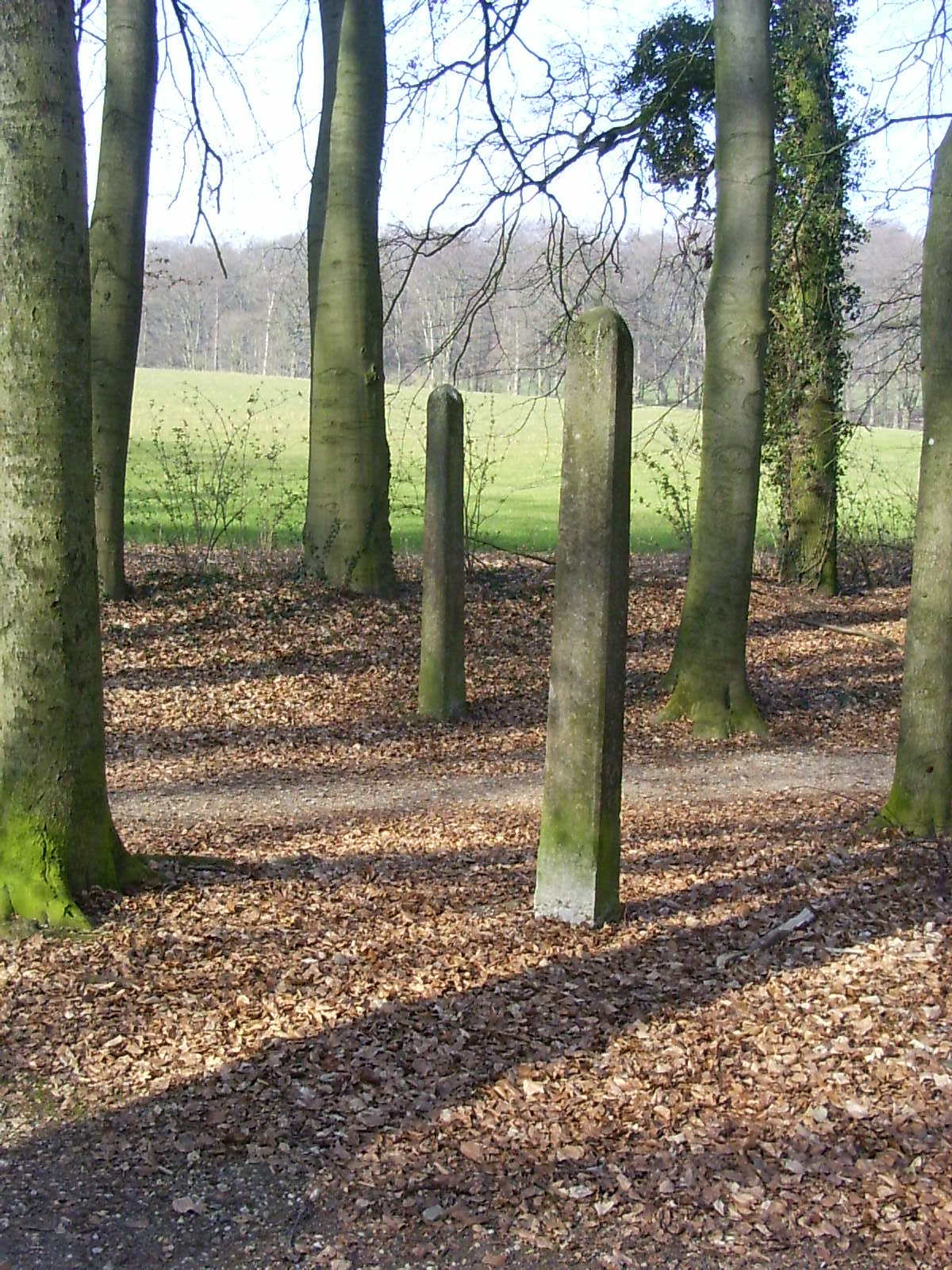
51° 59' 28" NB, 5° 51' 45" OL, dubbelpaal 30/31
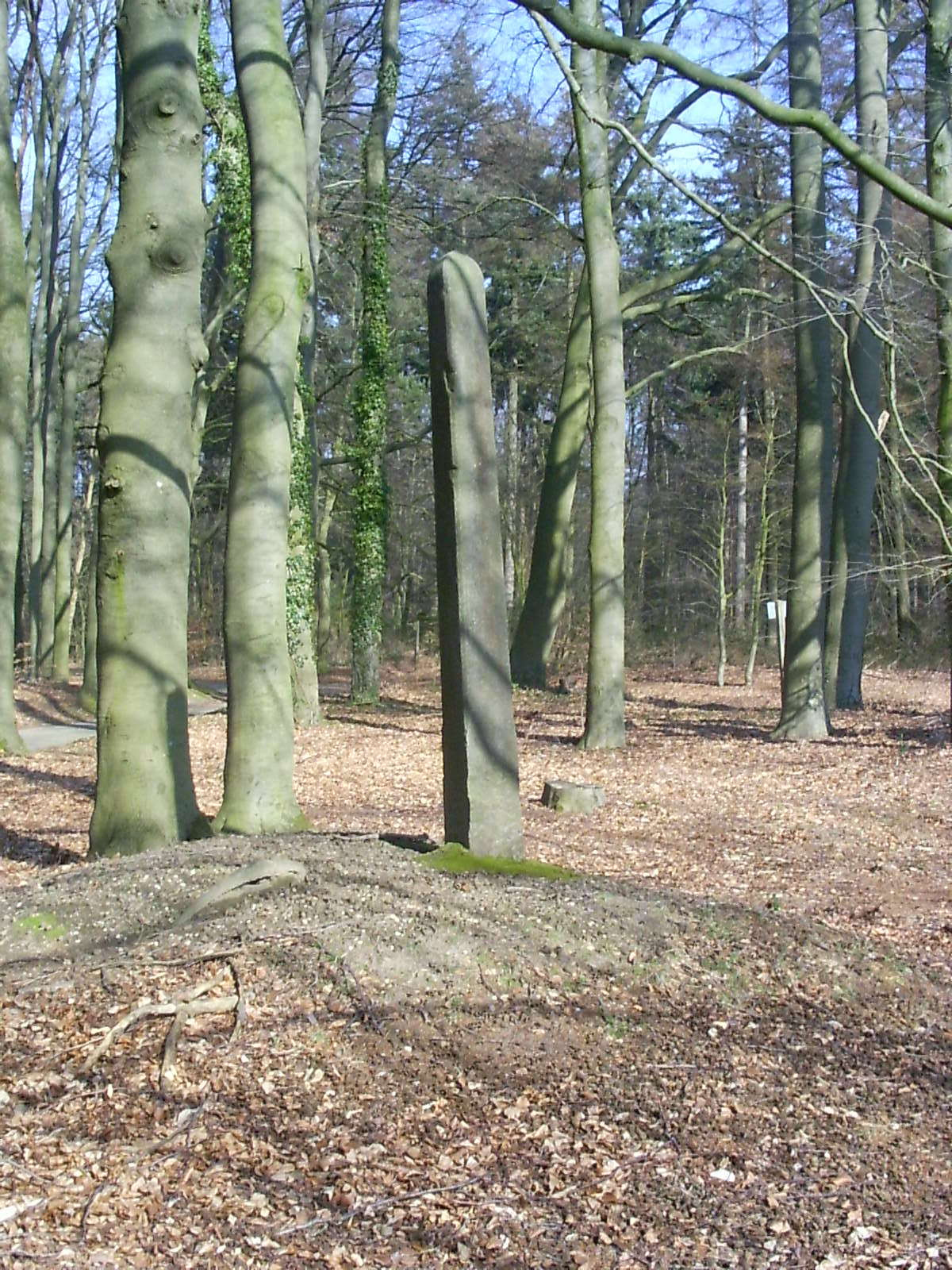
51° 59' 46" NB, 5° 51' 22" OL, paal 34, Boschveld, Van Limburg Stirumweg (Oosterbeek)
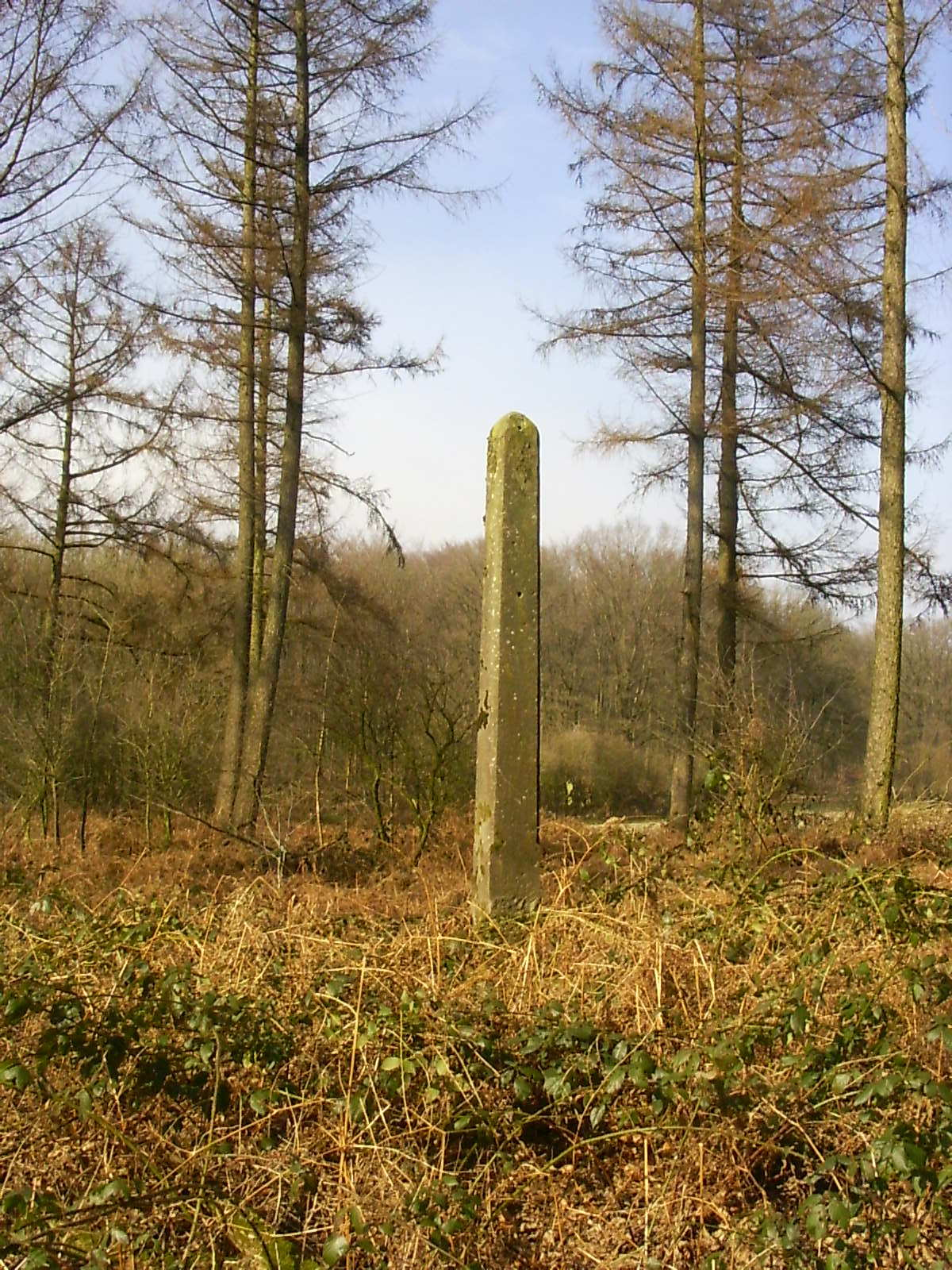
51° 59' 50" NB, 5° 51' 9" OL, paal 35 met doorboord bovenstuk, Lichtenbeek
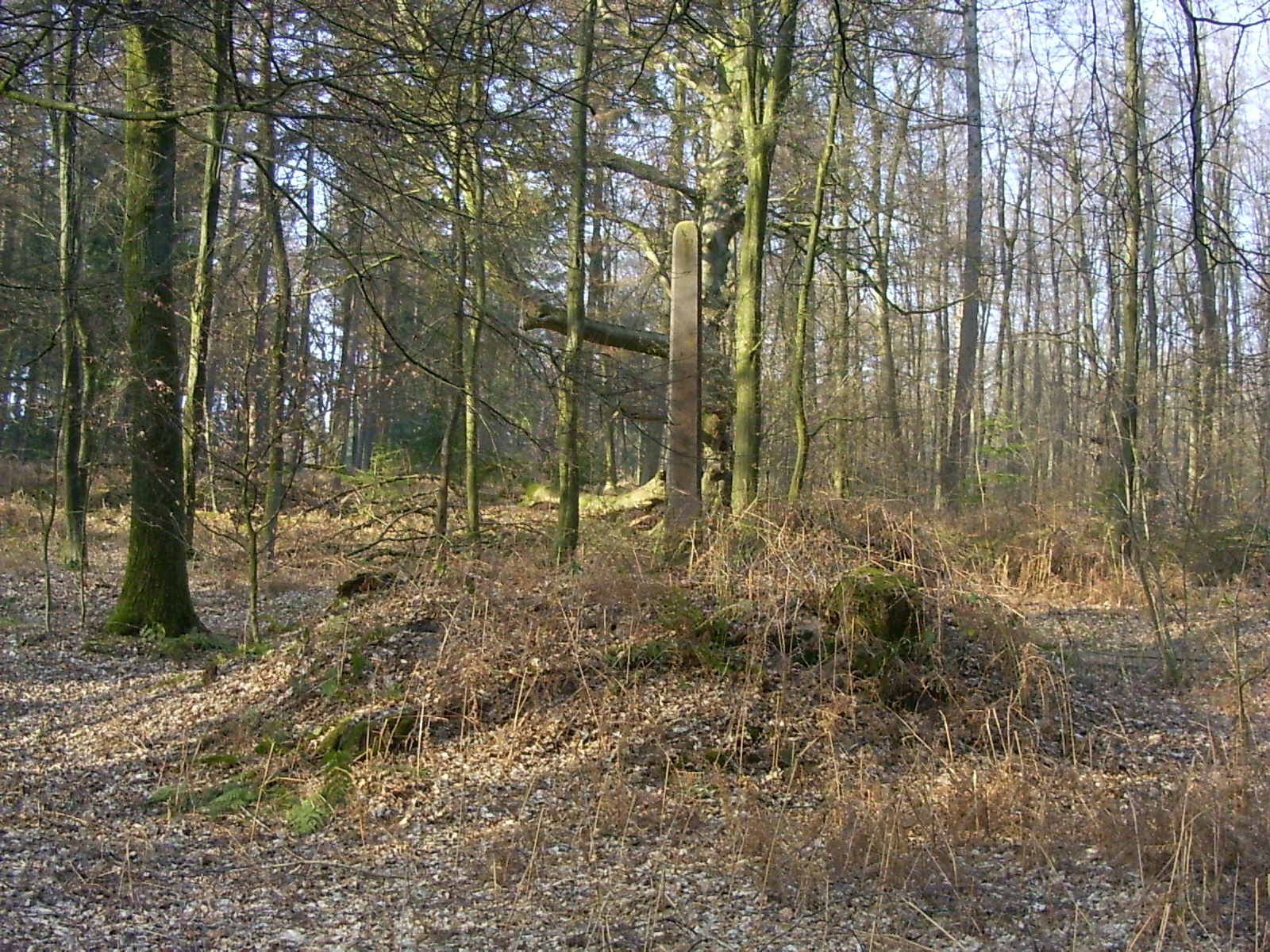
51° 59' 54" NB, 5° 50' 58" OL, paal 36
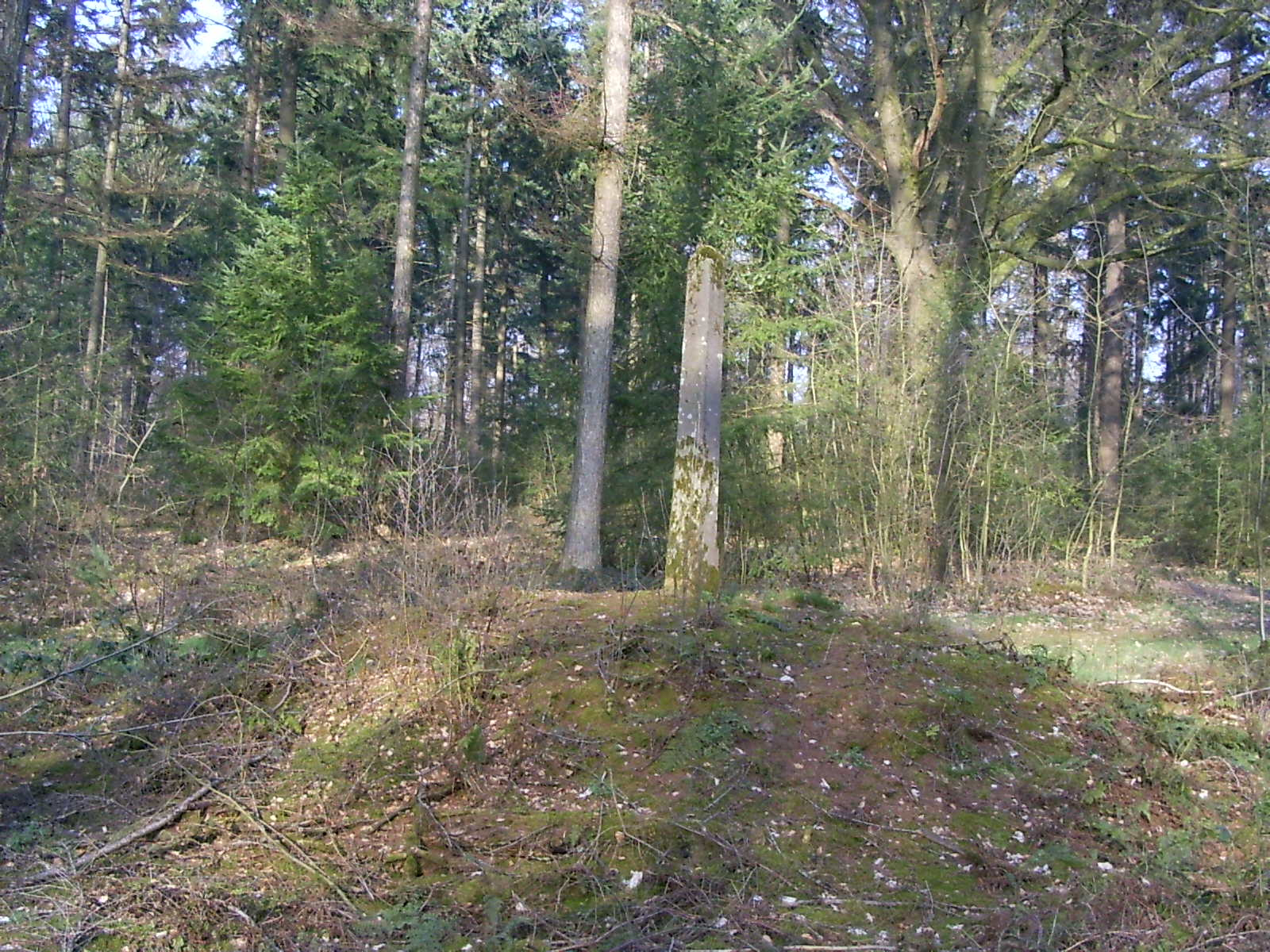
51° 59' 54" NB, 5° 50' 50" OL, paal 37
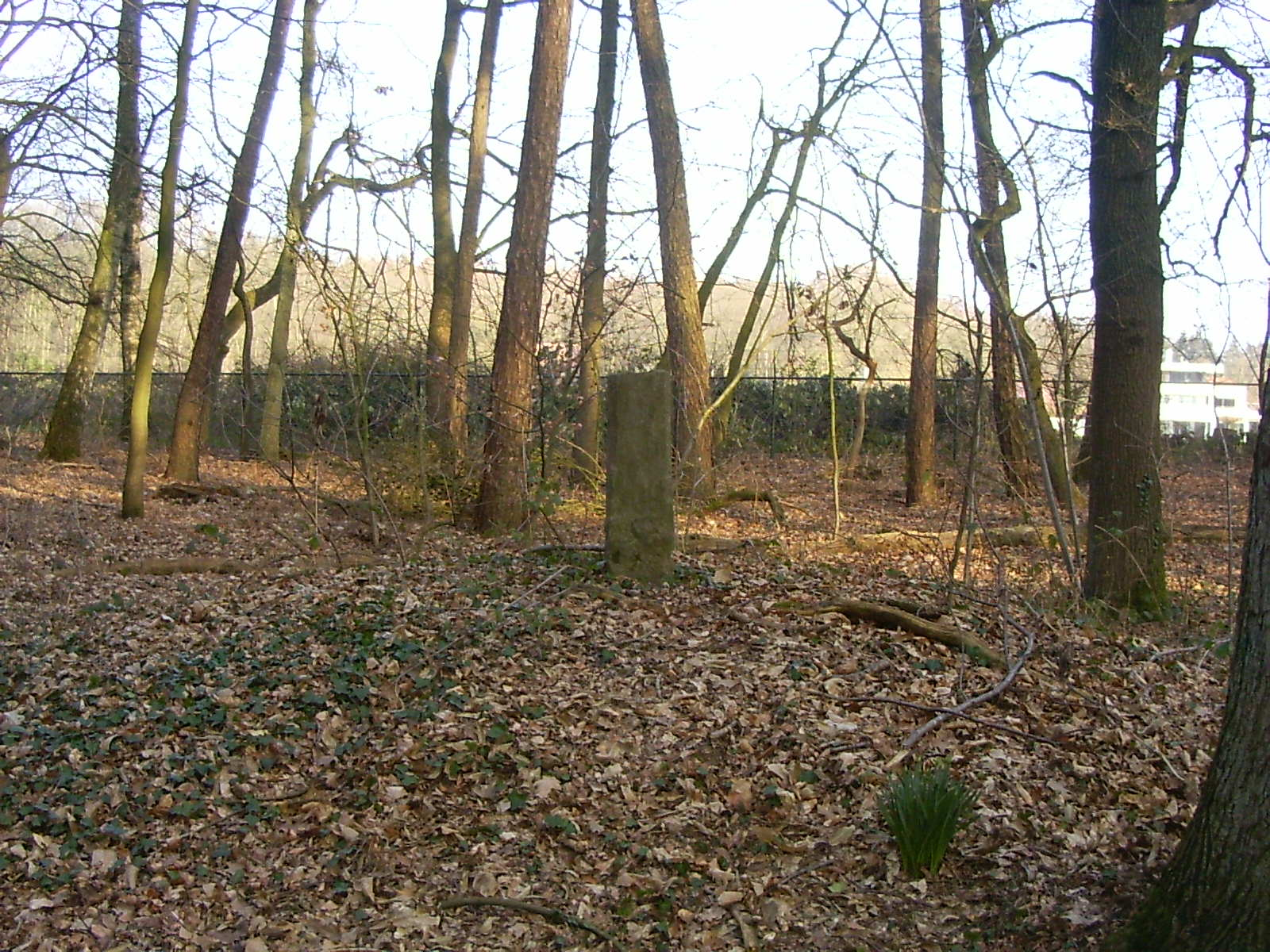
51° 59' 56" NB, 5° 50' 25" OL, paal 38, Vrijland
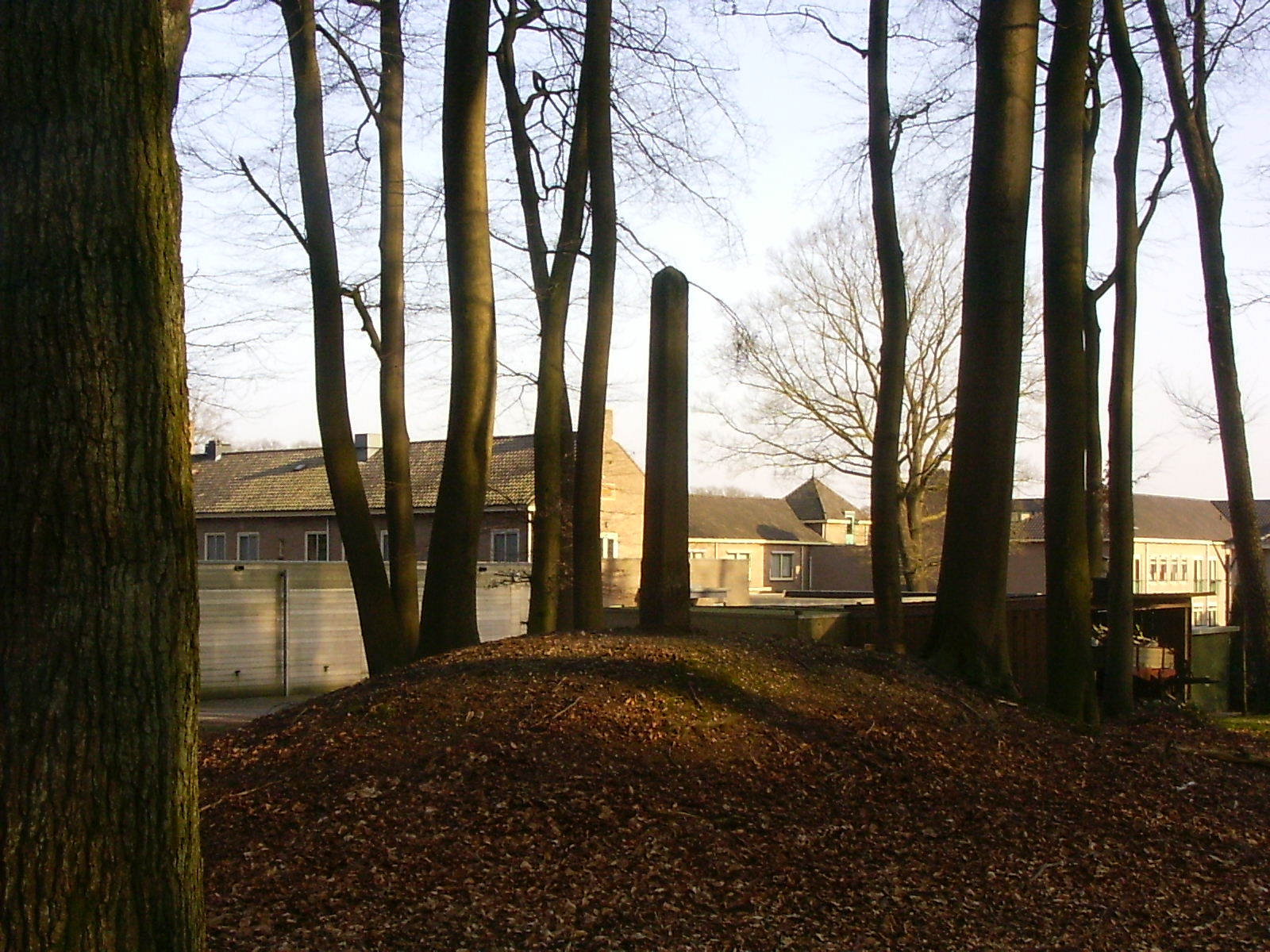
51° 59' 54" NB, 5° 50' 12" OL, paal 39 (op grafheuvel)
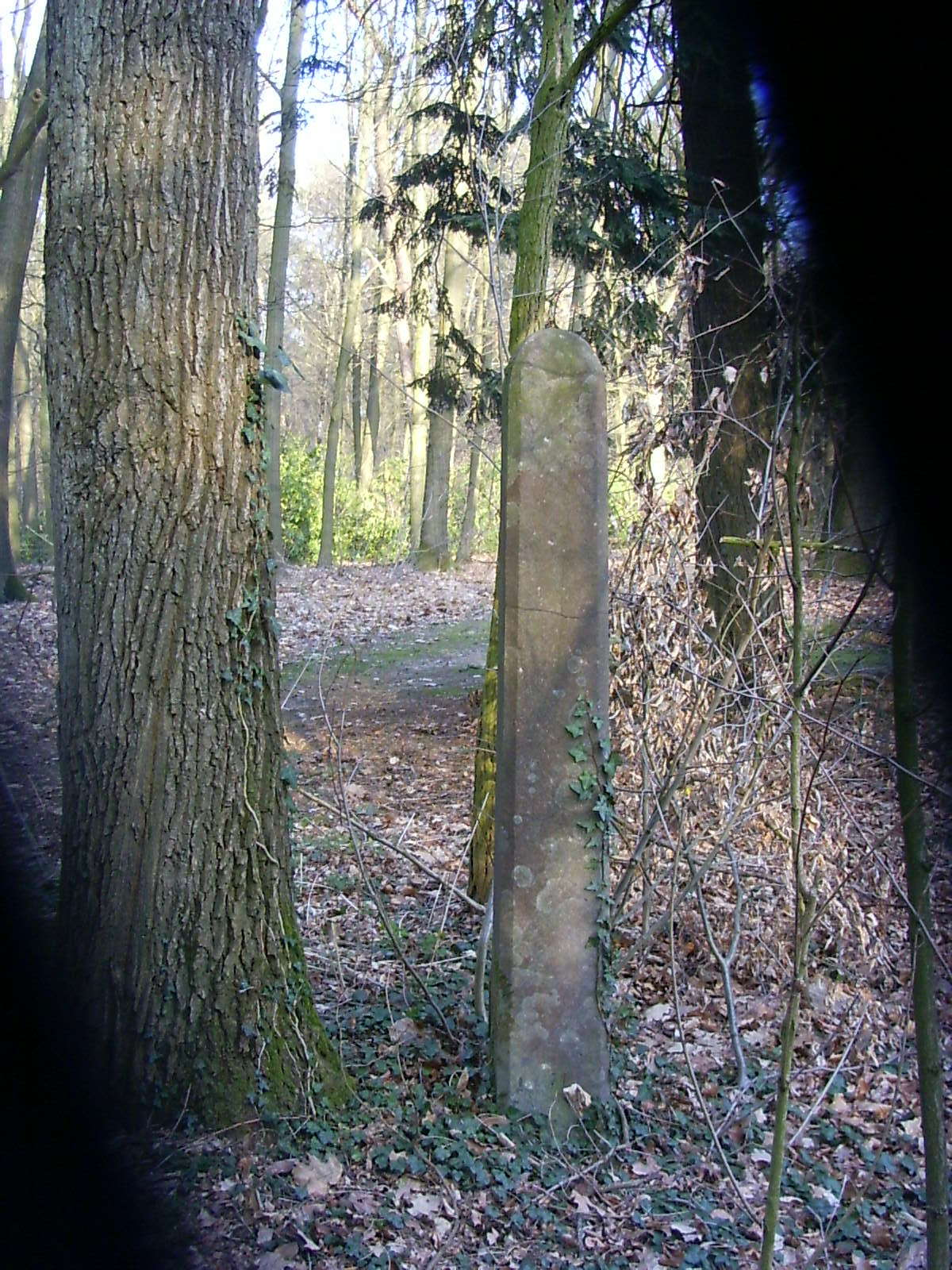
51° 59' 55" NB, 5° 50' 1" OL, paal 40

### Grenspalen nu binnen Renkum

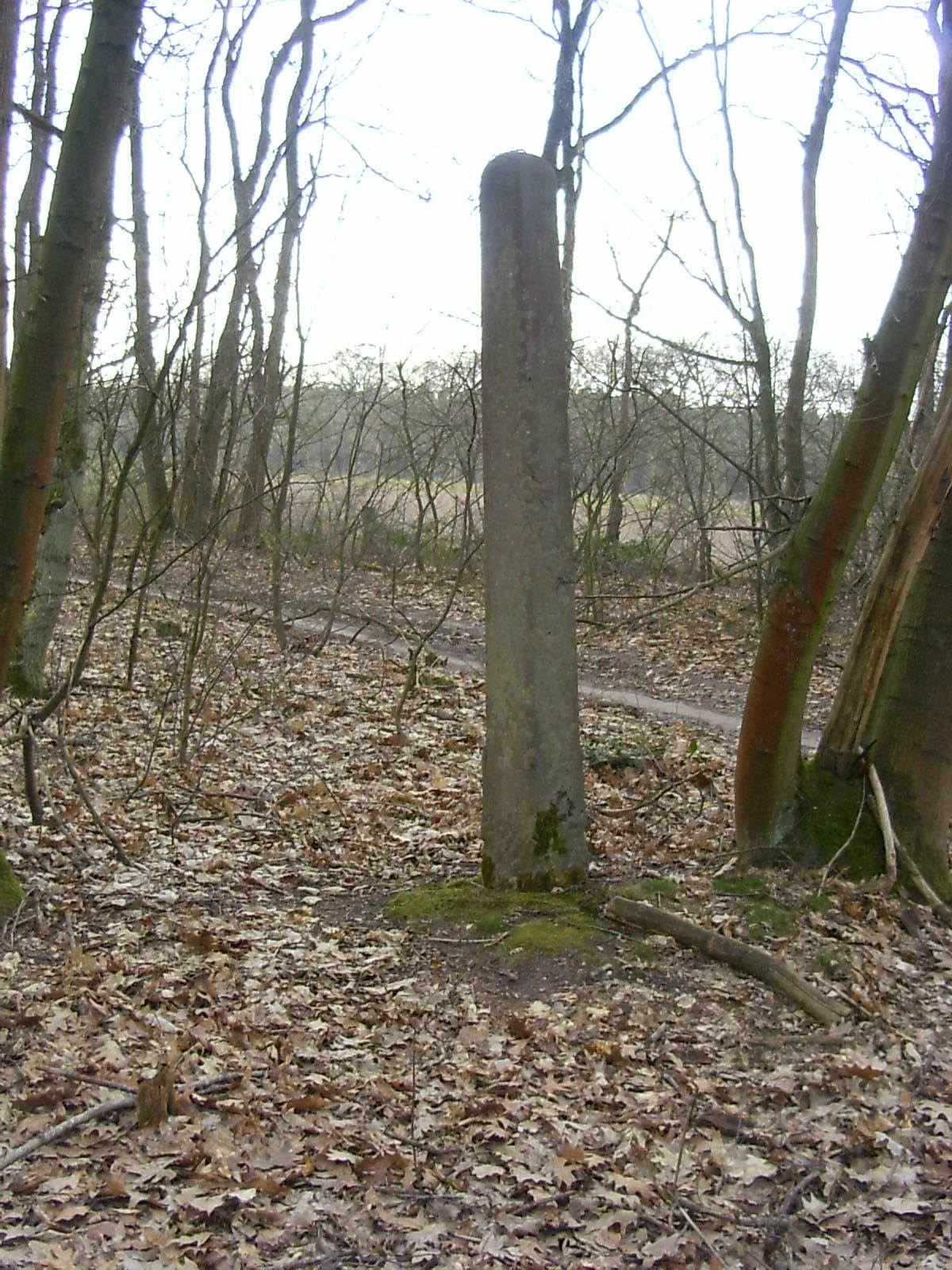
51° 59' 59" NB, 5° 49' 32" OL, paal 41, Gerard Nijboerpad
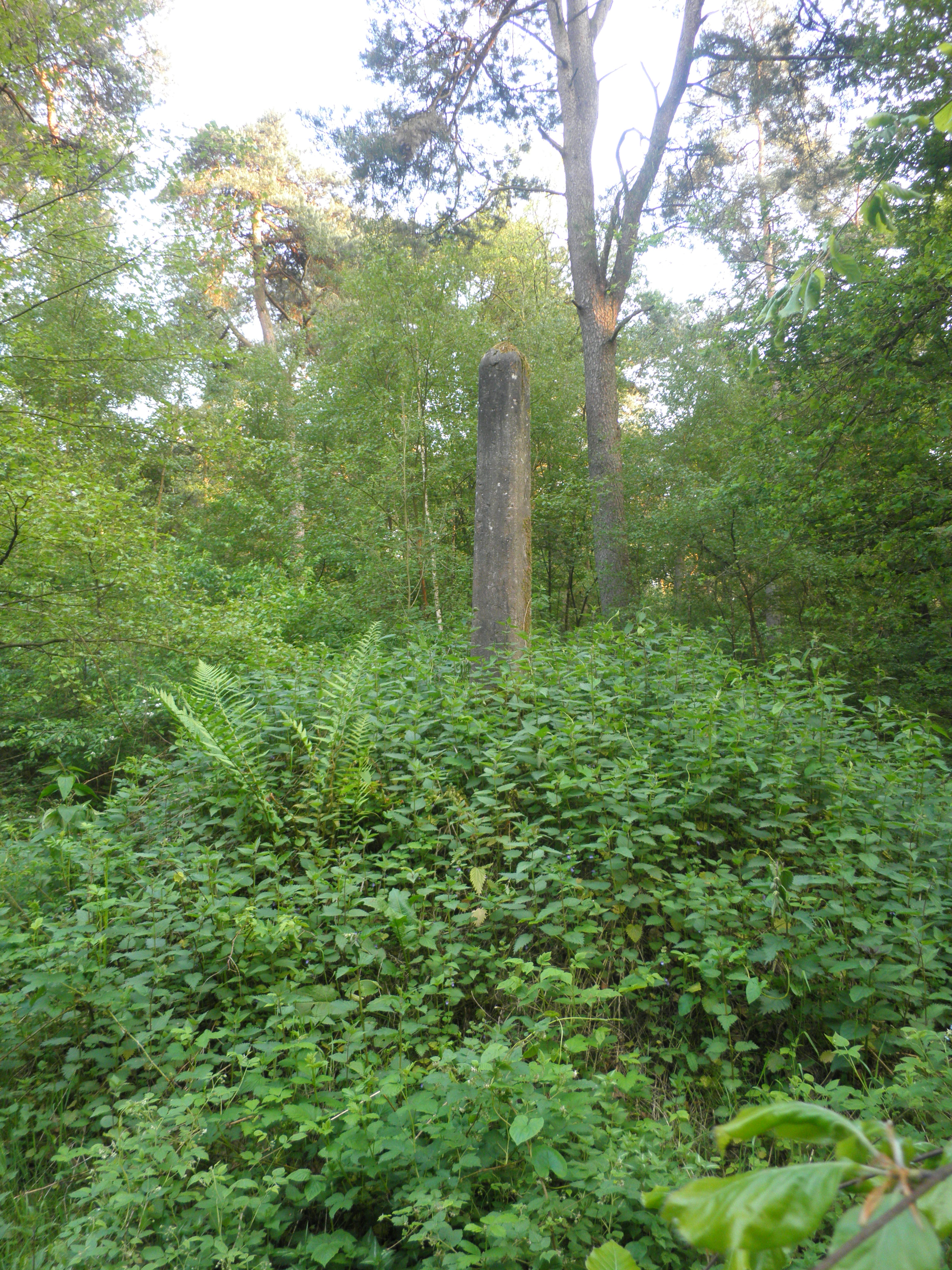
52° 0' 2" NB, 5° 48' 58" OL, paal 42, rijksmonument
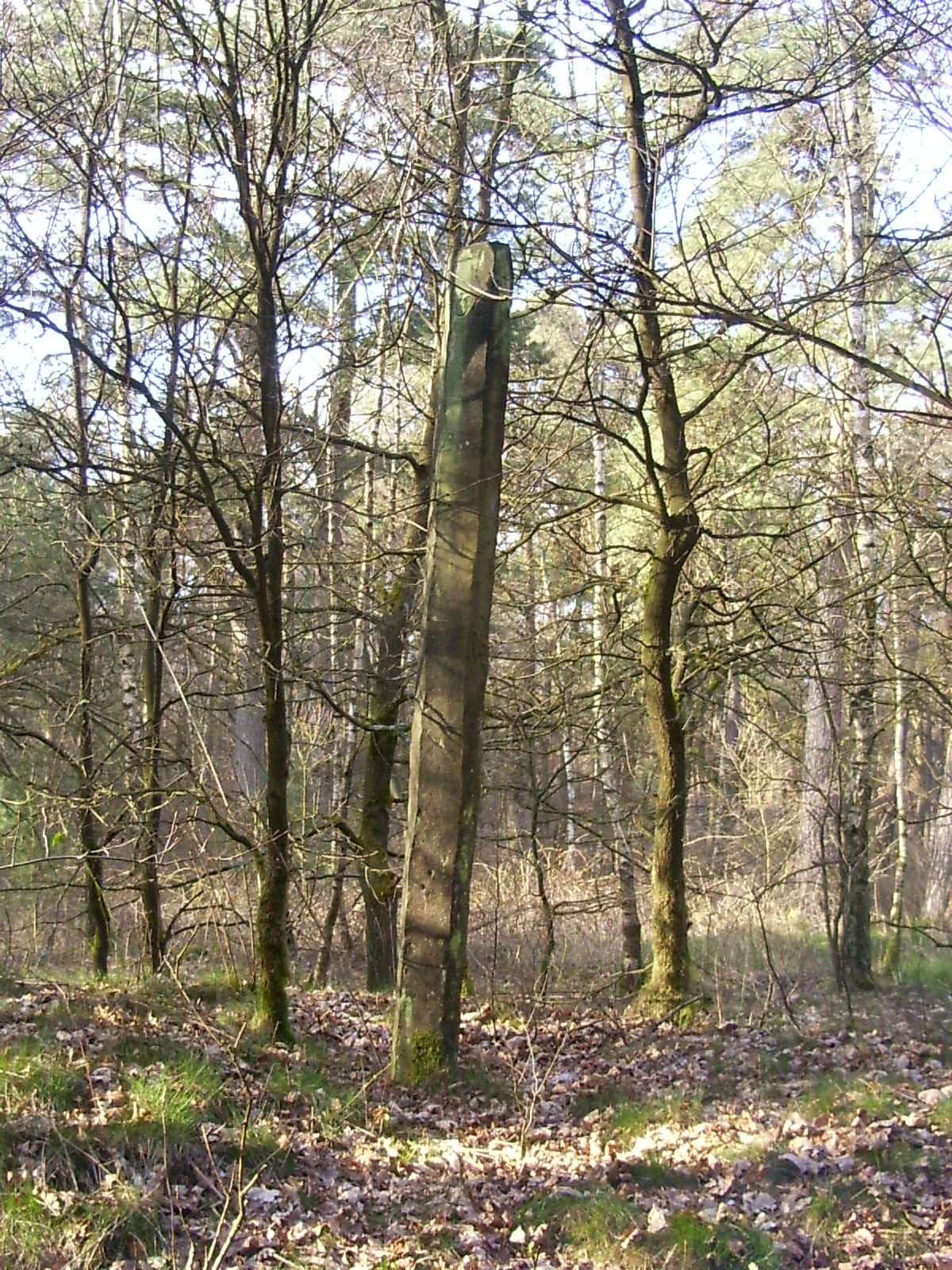
52° 0' 2" NB, 5° 48' 46" OL, paal 43, zeshoekig met ingekrast nummer 56
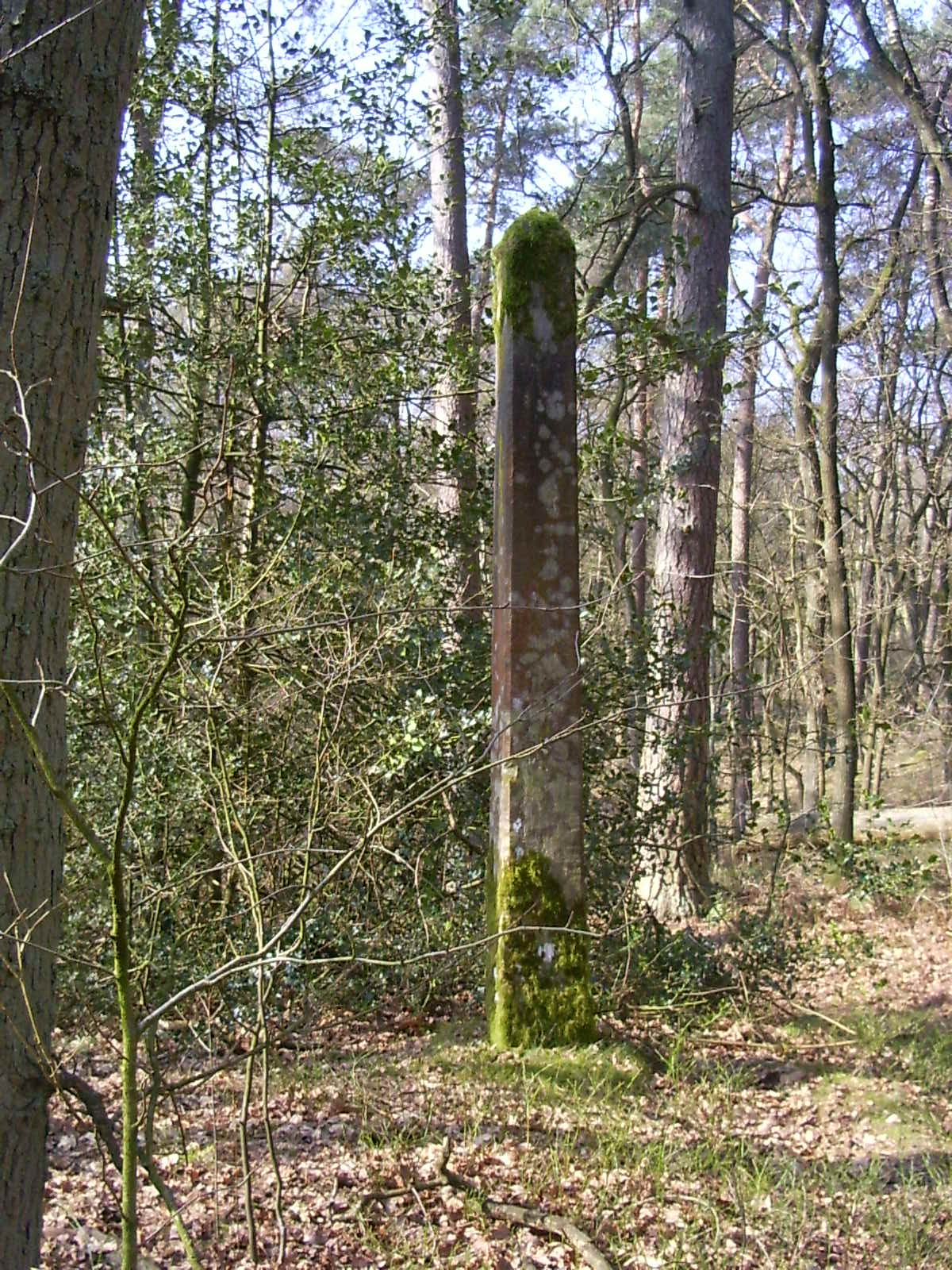
51° 59' 57" NB, 5° 48' 24" OL, paal 44
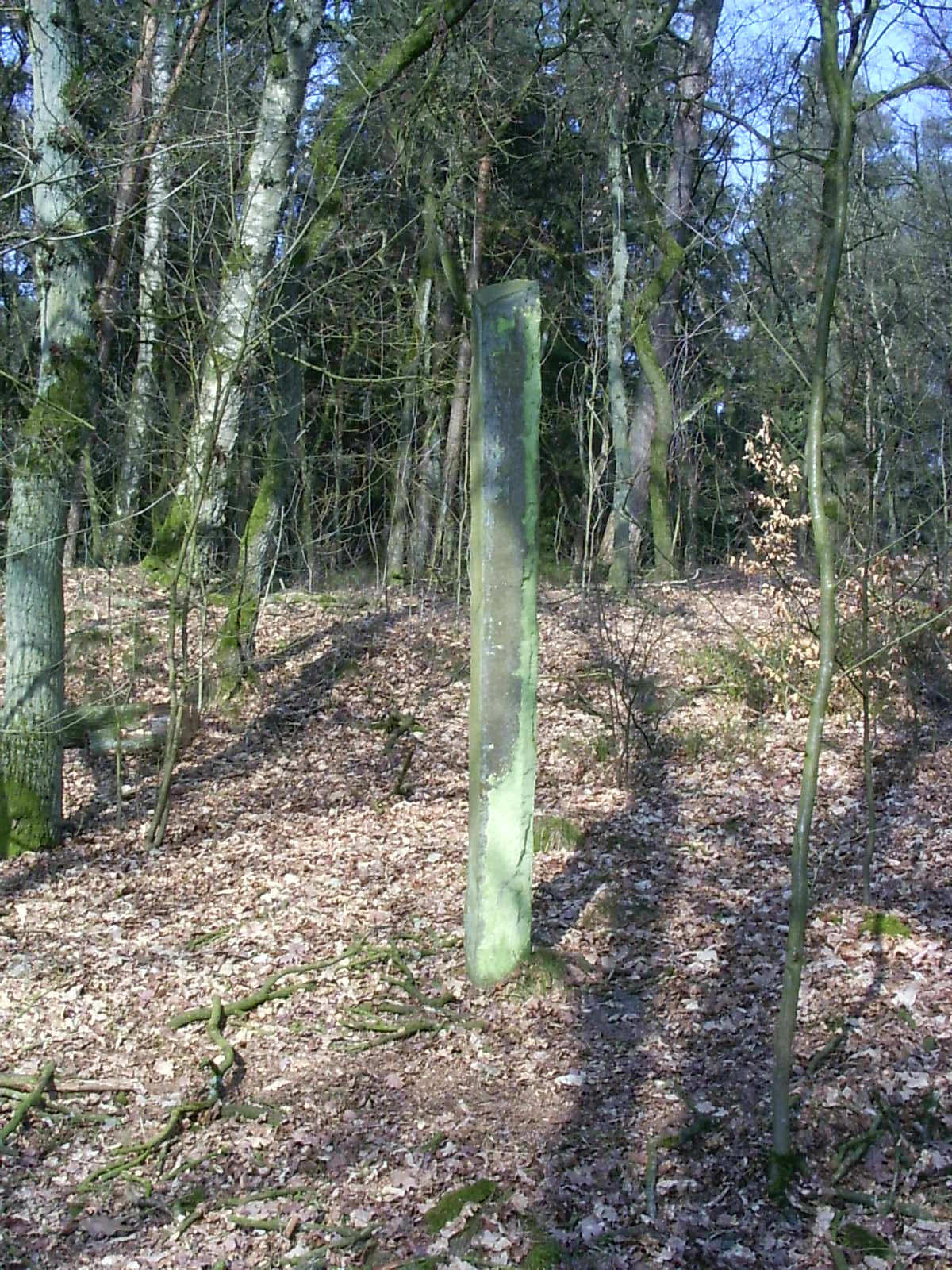
51° 59' 54" NB, 5° 48' 8" OL, paal 45, zeshoekig met ingekrast nummer 53
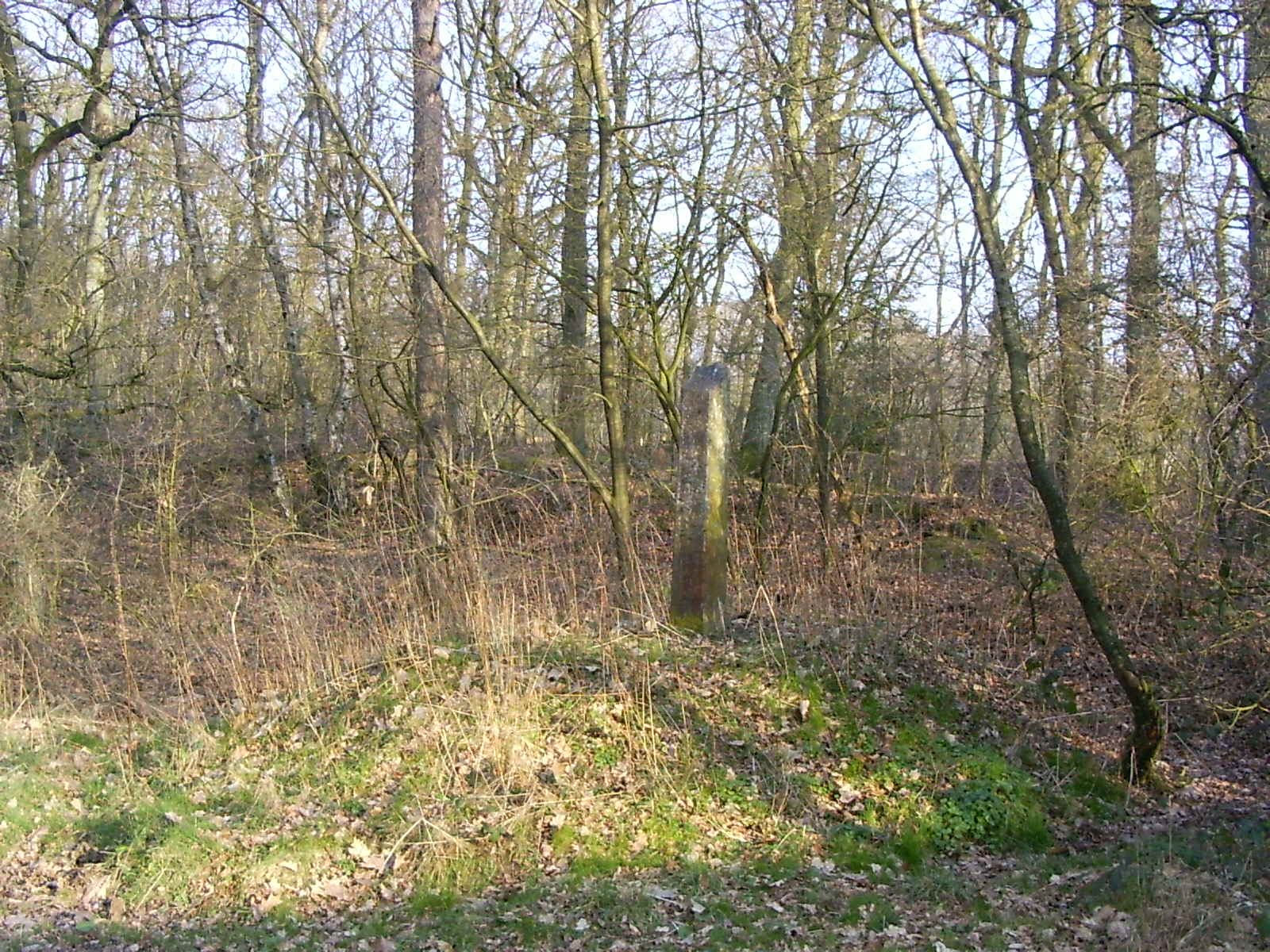
51° 59' 51" NB, 5° 47' 58" OL, paal 46, Bruytspol

### Grens Renkum-Arnhem, west

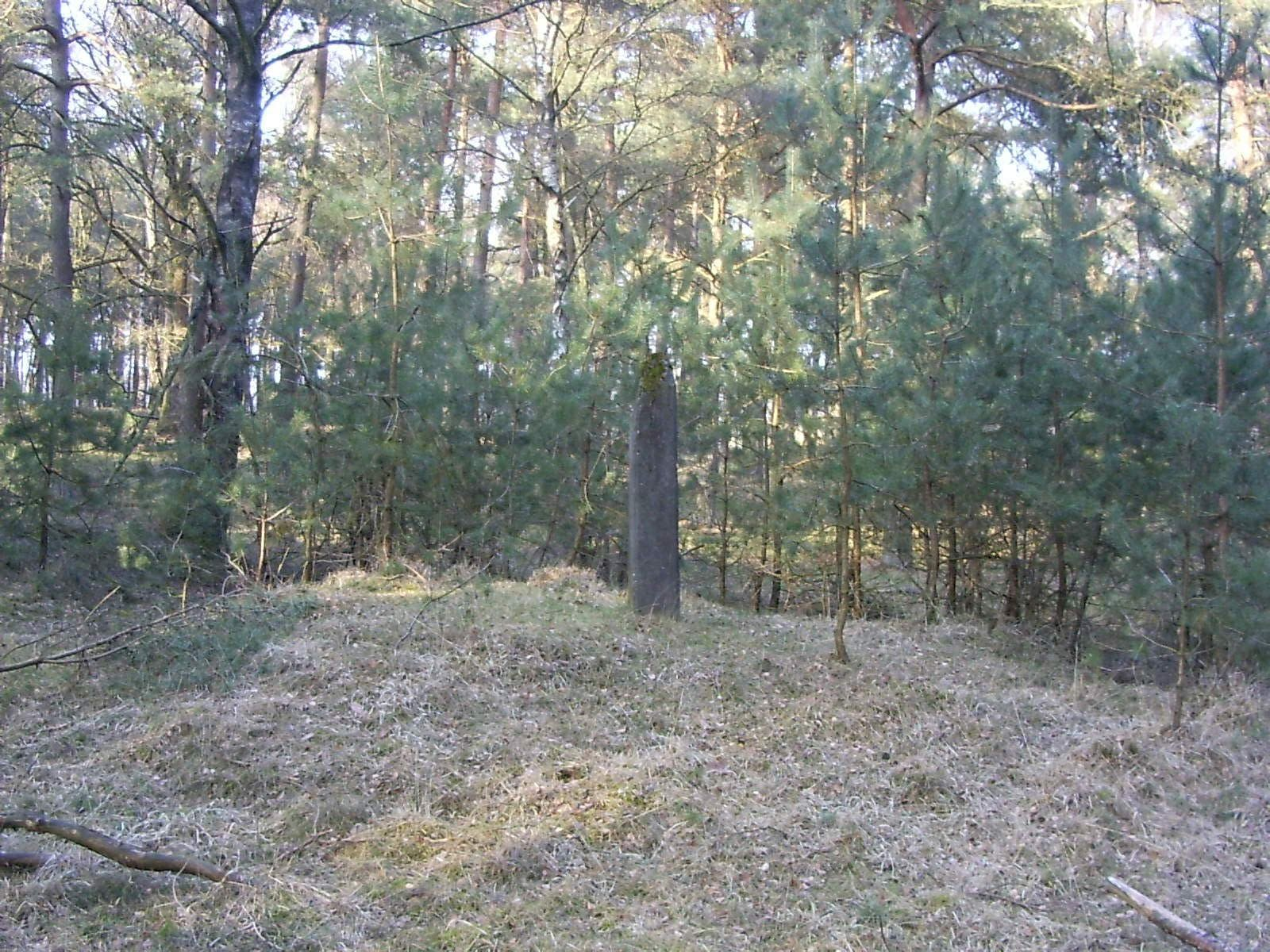
52° 0' 26" NB, 5° 48' 17" OL, paal 47
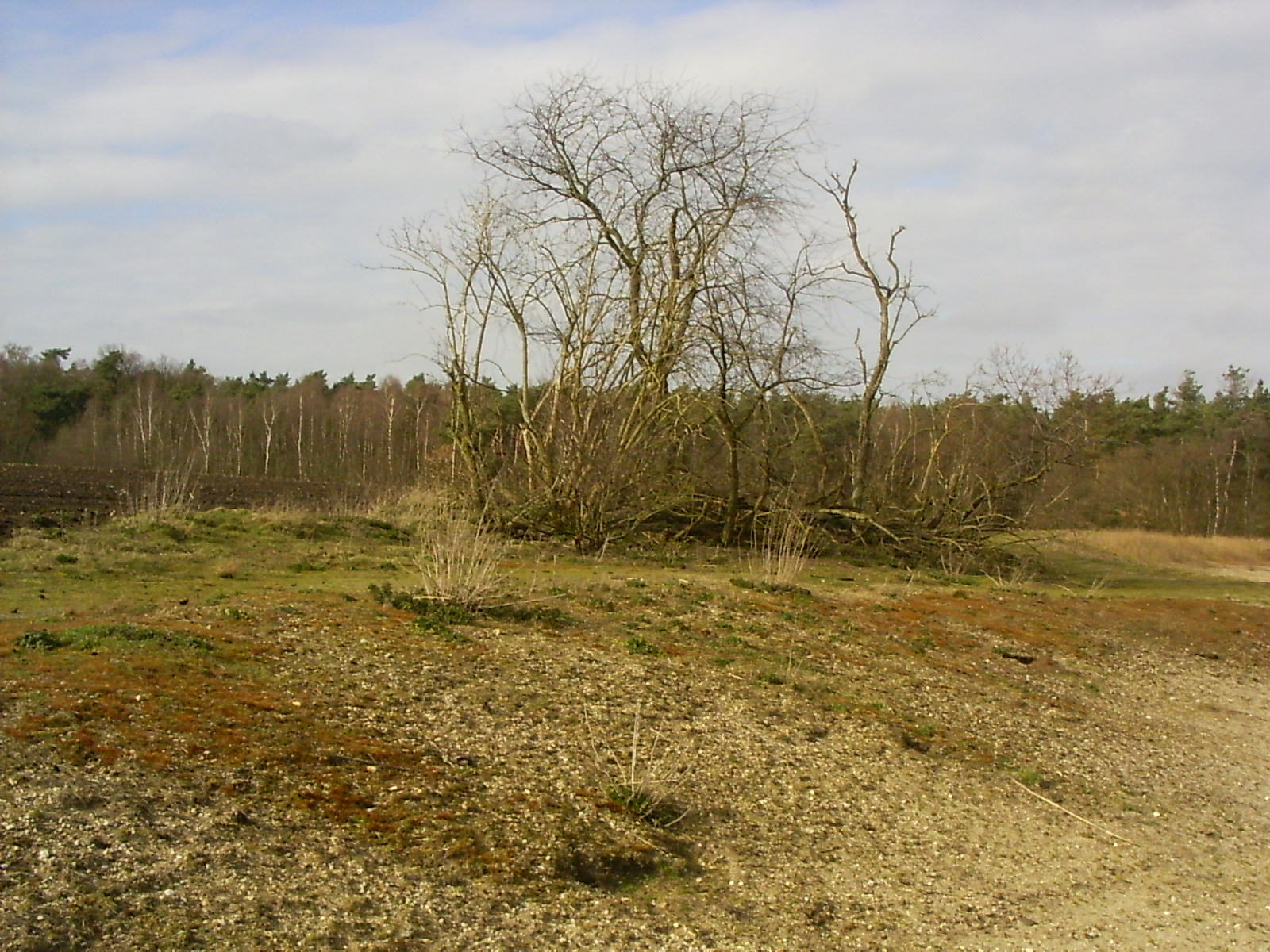
52° 0' 42" NB, 5° 48' 26" OL, bosje met omgevallen paal 48, middenpol
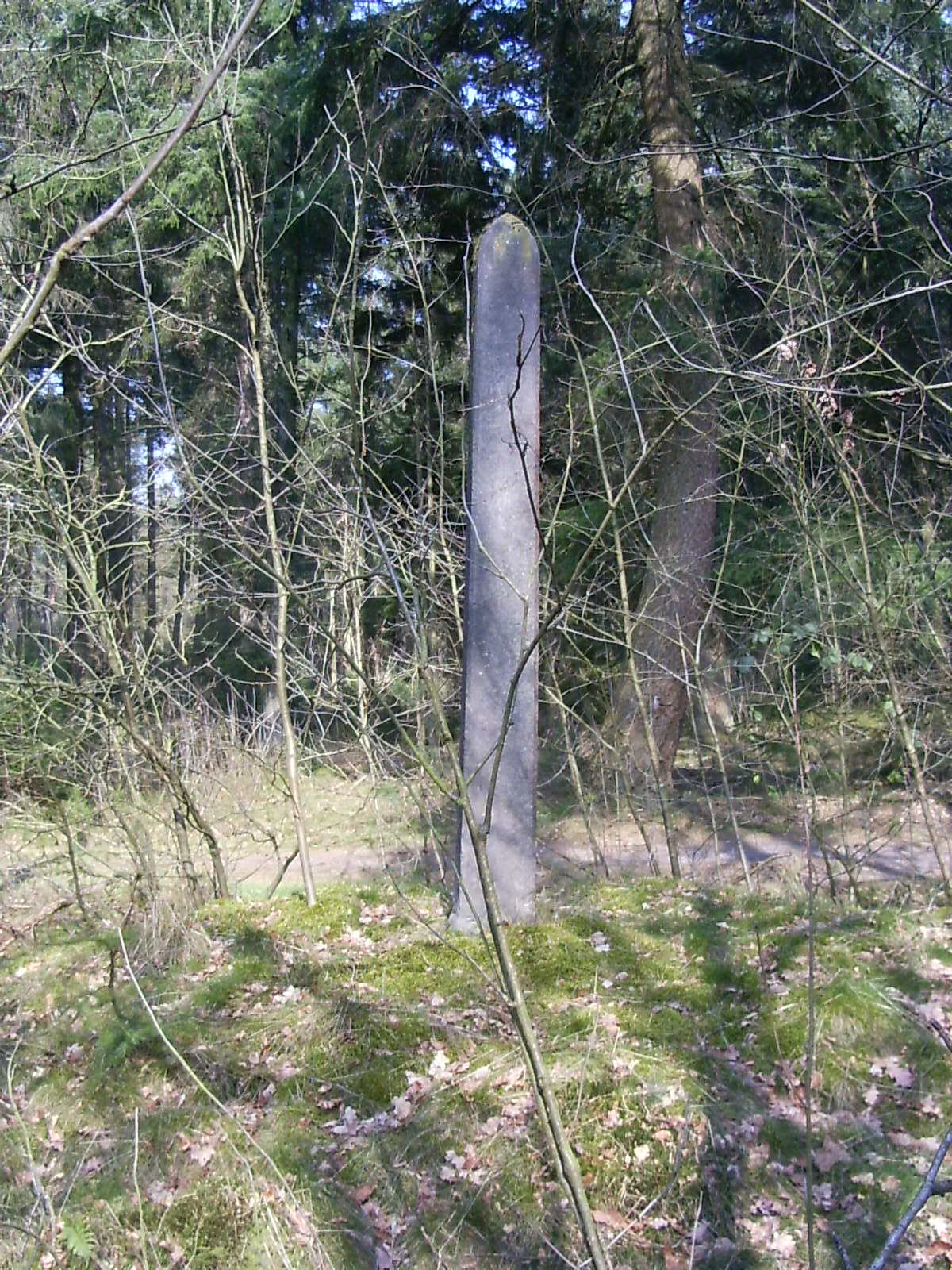
52° 0' 57" NB, 5° 48' 28" OL, paal 49

## 20e-eeuwse palen

### Palen Hooilaan
De Hooilaan (oude benaming: Hooiweg) loopt vanaf Deelen in zuidoostelijke richting naar de A50. Tussen het hekwerk van Terlet en de historische grenspaal 11 op de Schaarse Bergen, zijn drie extra grenspalen geplaatst langs de oude grens tussen Ede en Arnhem. Deze palen dateren van voor 1953, toen dit hele militair oefenterrein bij Arnhem werd gevoegd. Ze zijn geen gemeentelijk monument. Behalve door grenspalen wordt de oude grens hier ook aangegeven door een overgroeide grensgreppel.

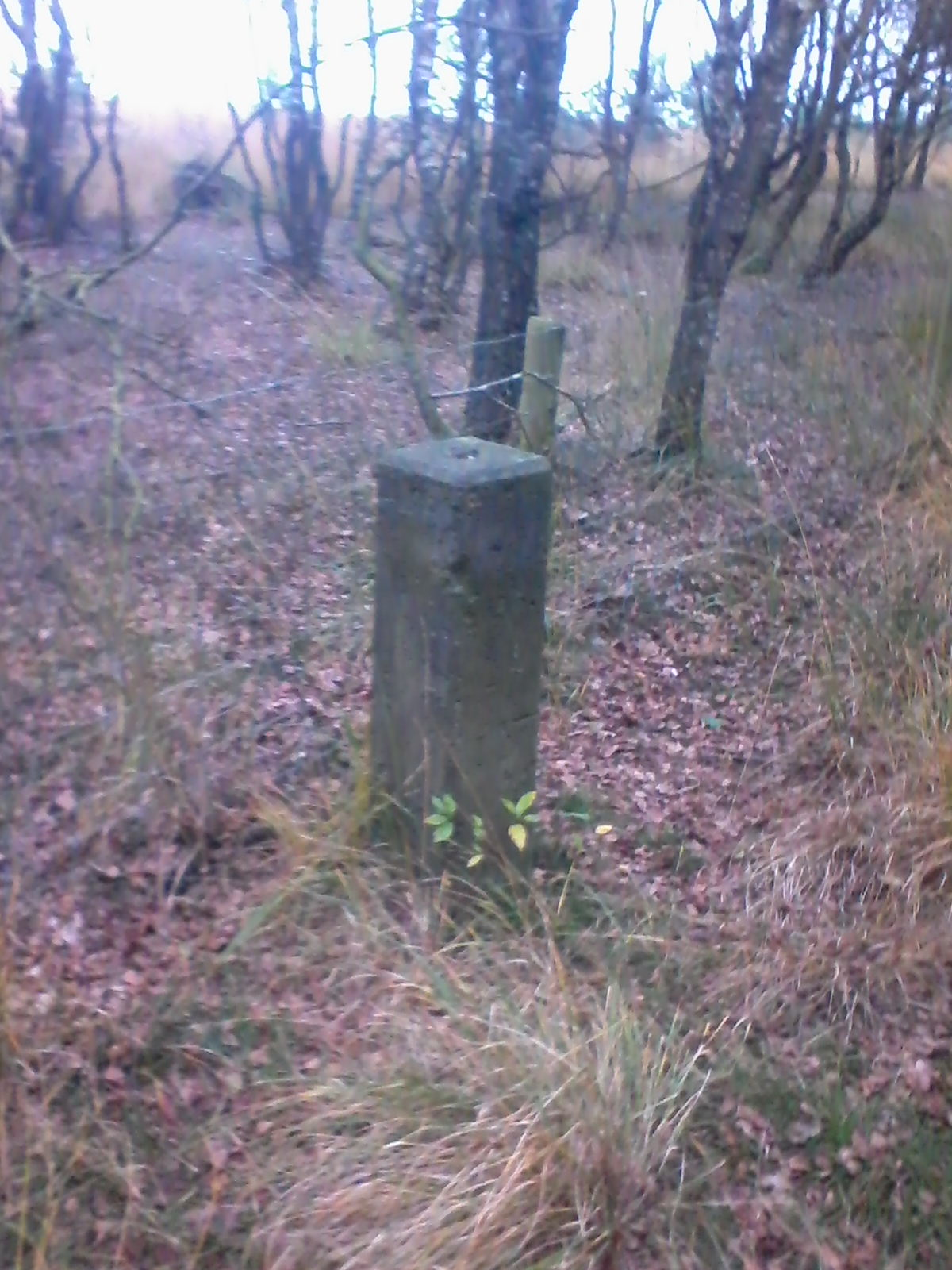
52° 3' 7" NB, 5° 54' 58" OL, grenspaal aan Hooilaan, tegen het hekwerk van Terlet
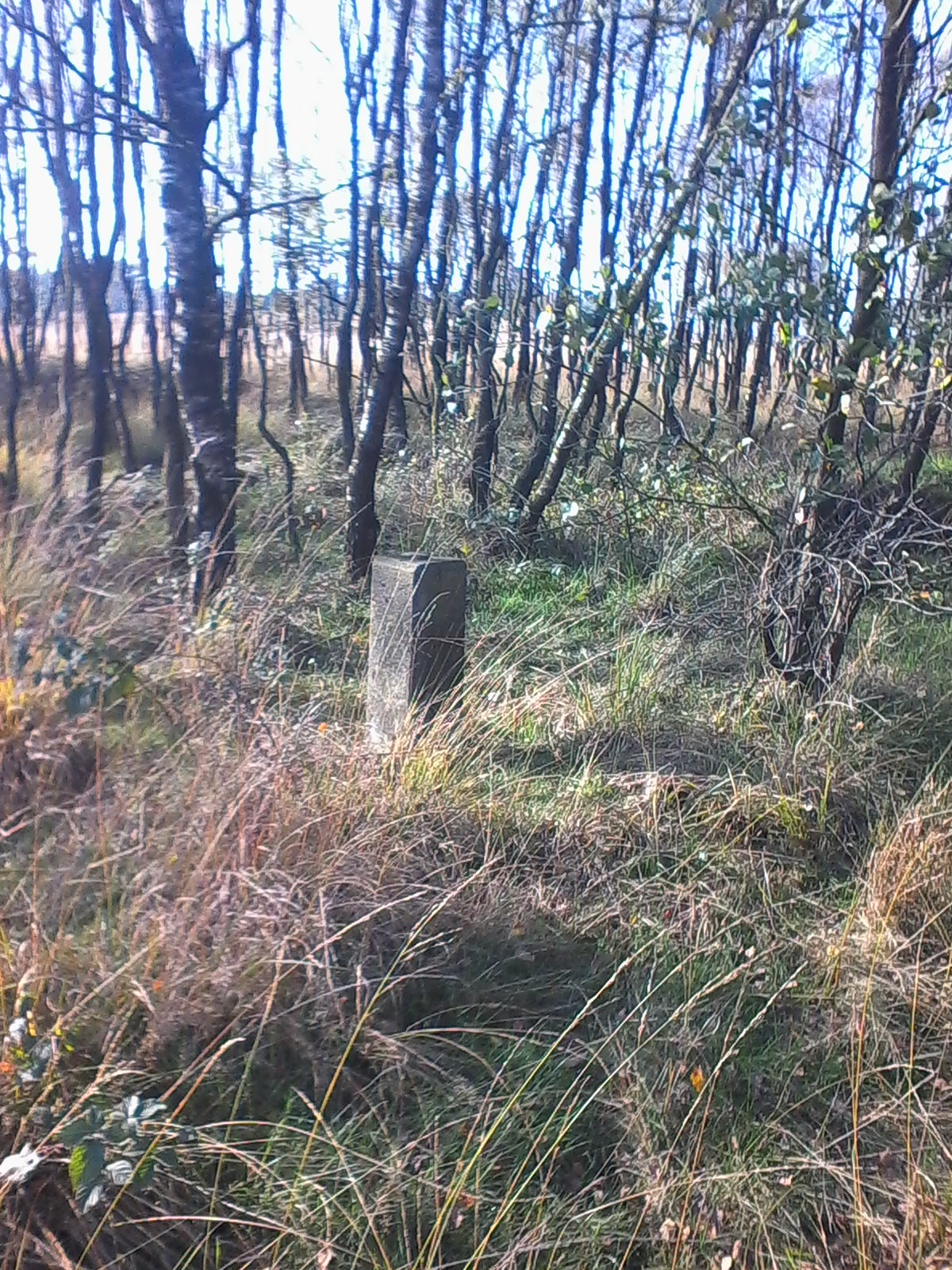
52° 3' 6" NB, 5° 54' 56" OL, grenspaal aan militair zandpad
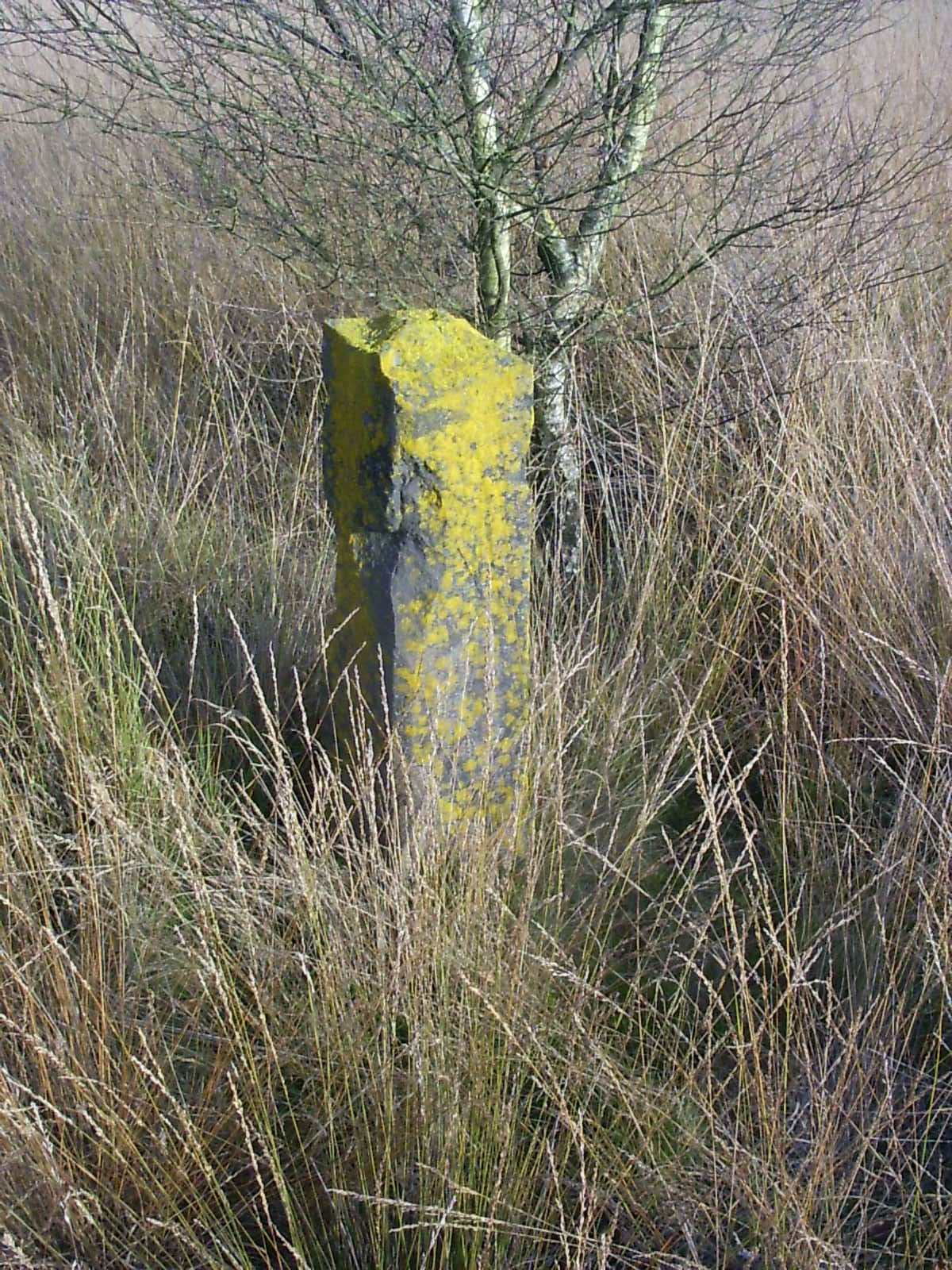
52° 3' 4" NB, 5° 54' 52" OL, grenspaal bij boompje op de heide

### Weggrenspalen
Na de Tweede Wereldoorlog heeft de gemeente Arnhem grenspalen neergezet op de plaatsen, waar verharde wegen de gemeentegrens passeren. In deze stenen palen zitten uitsparingen en bevestigingsgaten voor schildjes met de namen van de gemeenten die elkaar bij de paal ontmoeten. Alleen bij de paal op Deelen is een blauw schildje Gem. Ede nog aanwezig. Deze palen zijn geen gemeentelijk monument.

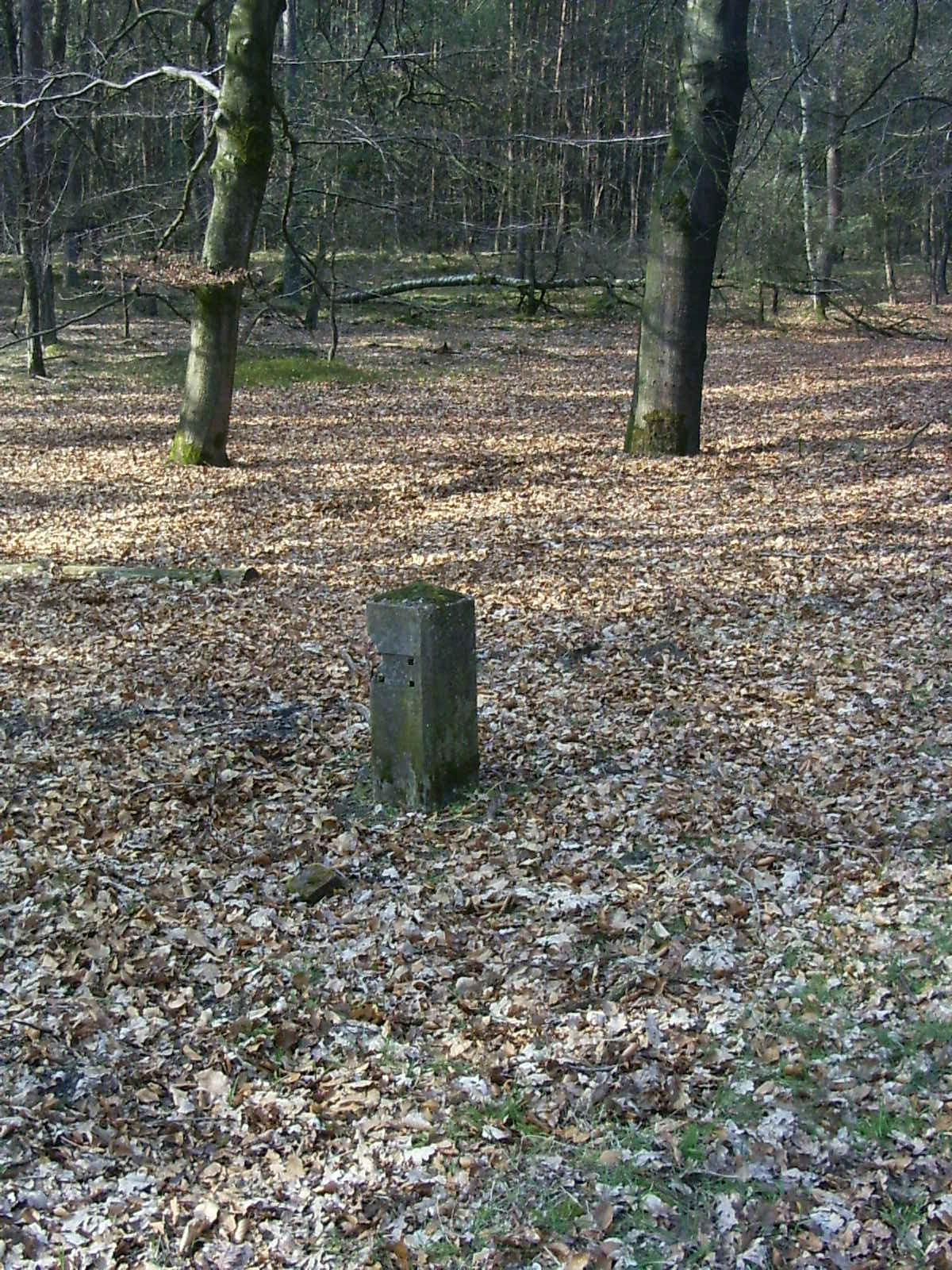
52° 1' 46" NB, 5° 49' 6" OL, grenspaal aan de Oude Otterloseweg, van hieraf leidt een grensgreppel naar historische grenspaal 3
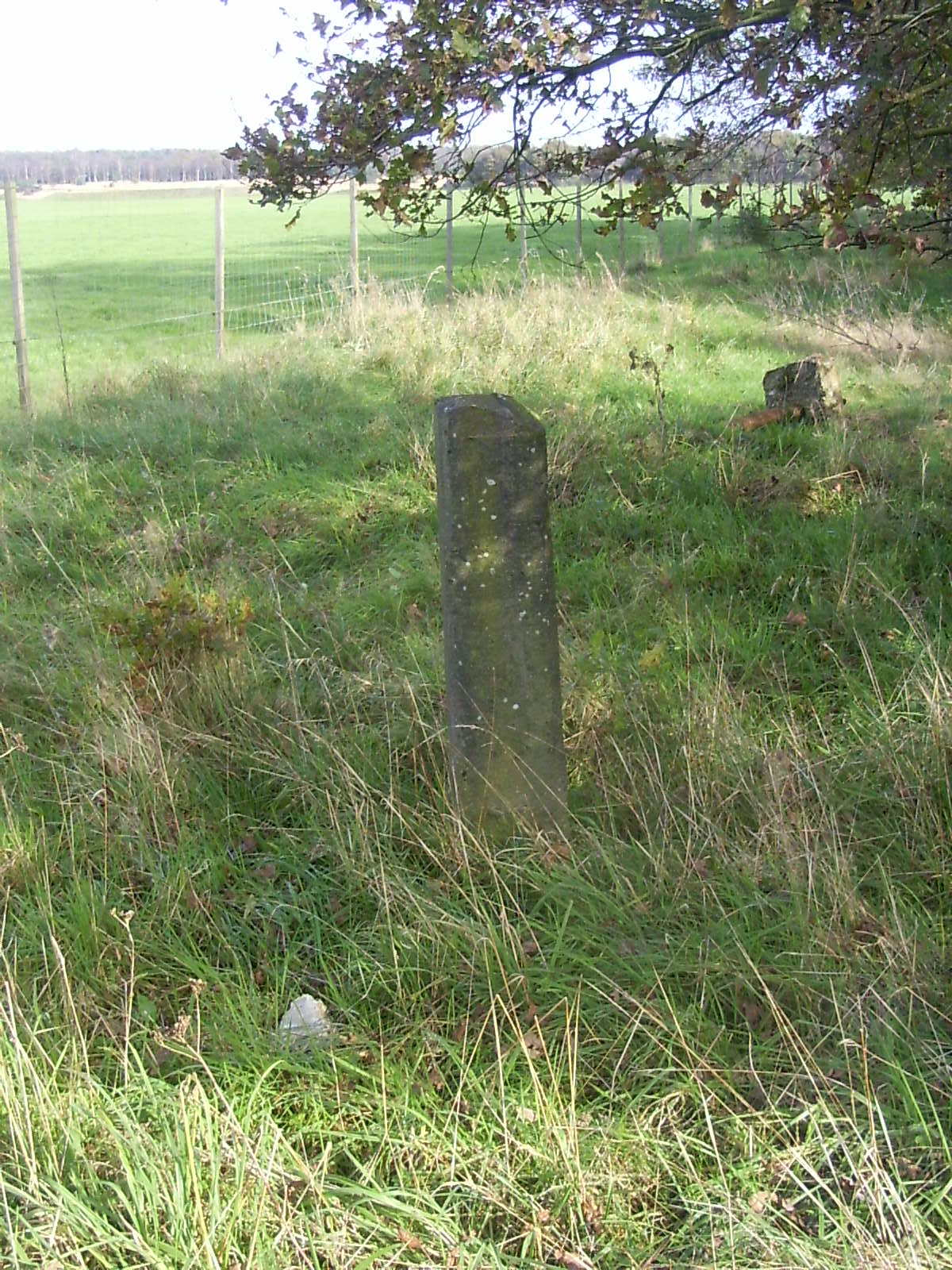
52° 2' 60" NB, 5° 53' 58" OL, Hoenderloseweg, grenspaal geplaatst na de grenswijziging met Ede uit 1953
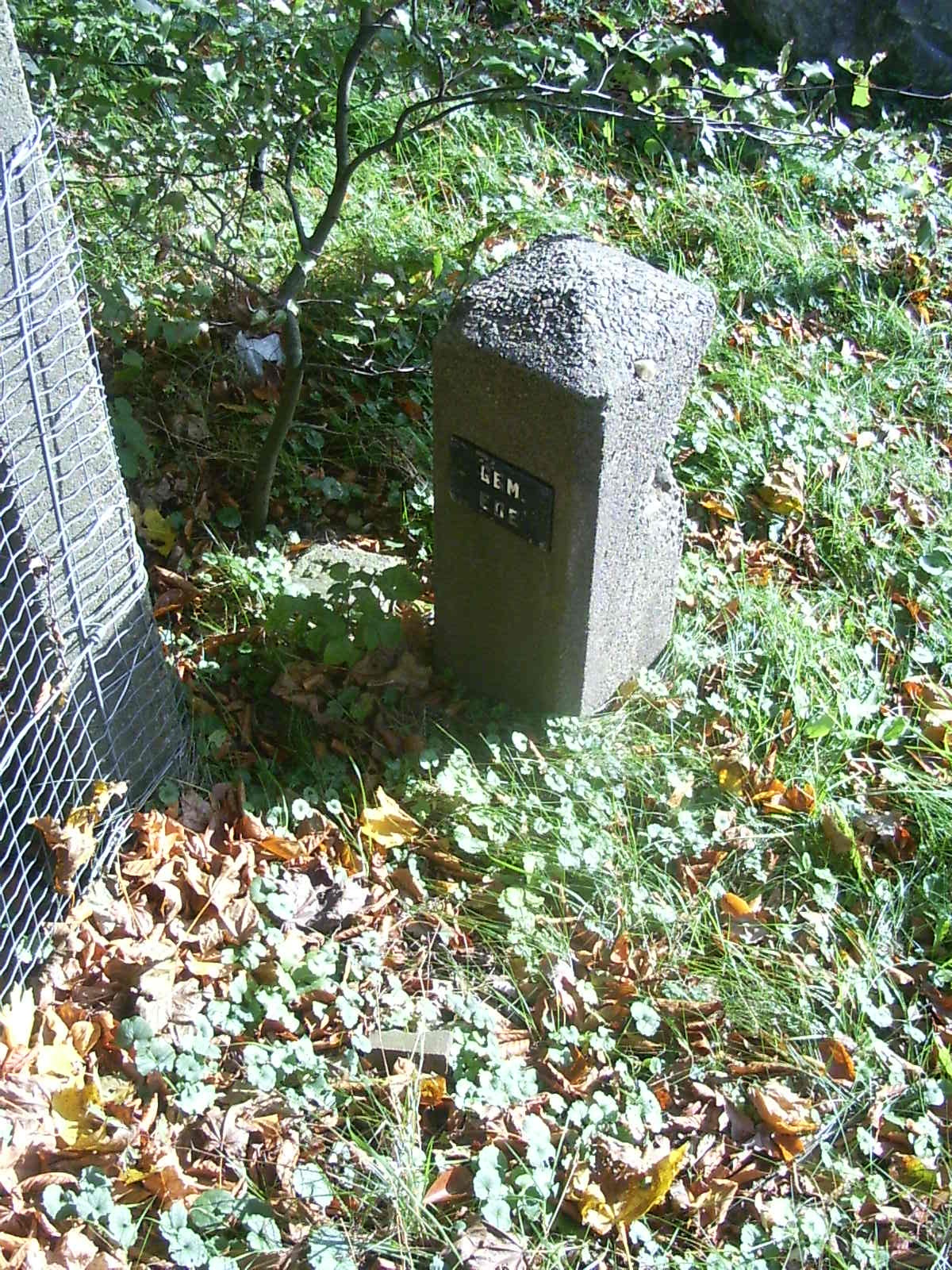
52° 3' 42" NB, 5° 53' 53" OL, grenspaal bij de hoek van Deelen
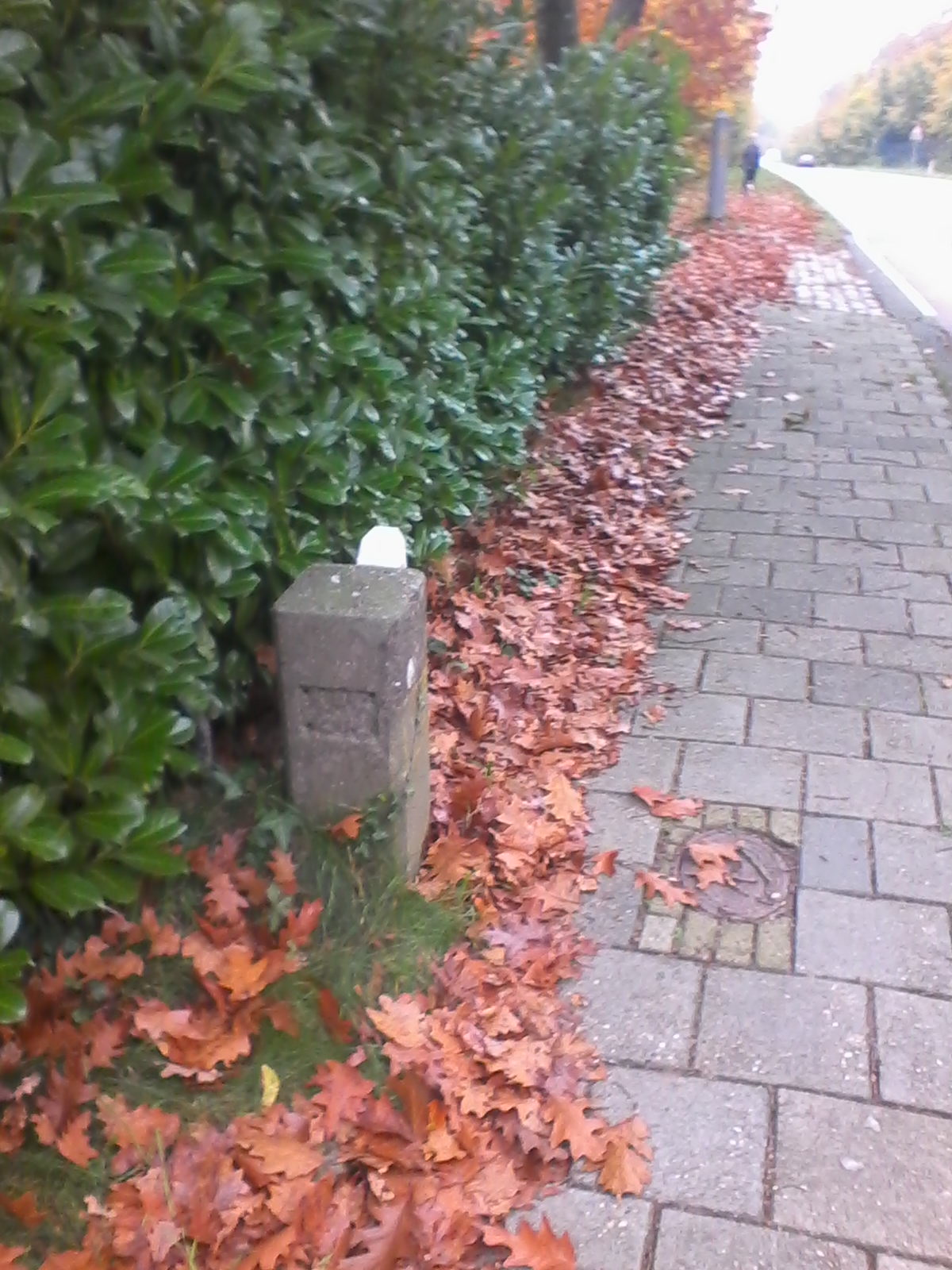
51° 59' 54" NB, 5° 50' 39" OL, grenspaal aan de Dreijenseweg, Oosterbeek, tussen de historische palen 37 en 38

### Warnsbornpalen
In 1932 dreigde het landgoed Warnsborn verkaveld te worden voor villabouw. De pas opgerichte stichting het Geldersch Landschap voorkwam dit door een groot deel van het landgoed te kopen. De gemeente kocht een gebied aan de noordkant om dit initiatief te steunen. Dat gebied, nu het Maasbergse Bos, is gemarkeerd met vijf grenspalen. Het zijn gemeentelijke monumenten. Ze markeren niet de grens van de gemeente, maar de grens van het gemeentelijk grondbezit. De palen hebben een vierkante doorsnede en zijn gemaakt van gewapend beton. Op een zijde van de palen staat verticaal het woord GEMEENTE, op een andere zijde het woord ARNHEM.

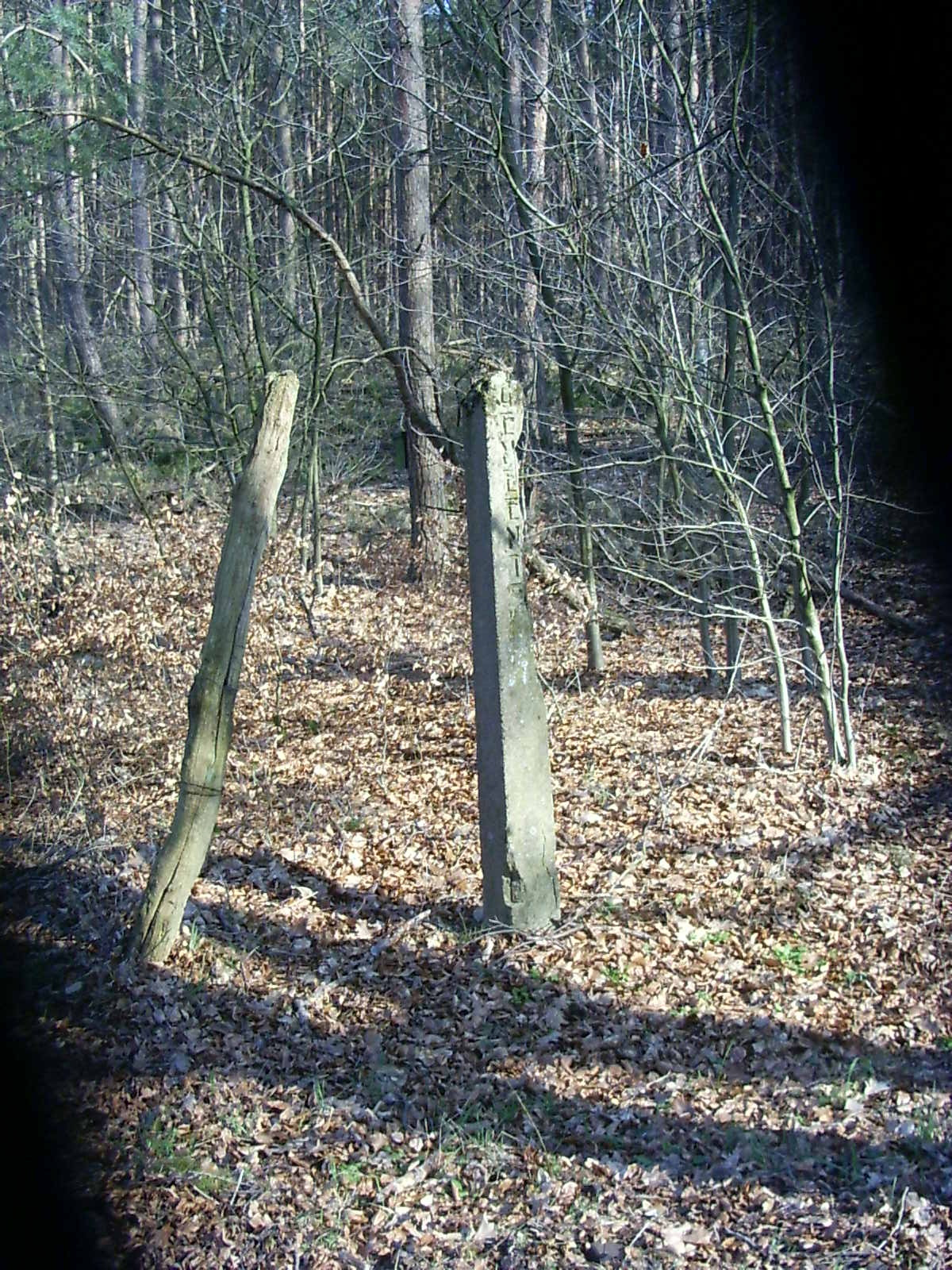
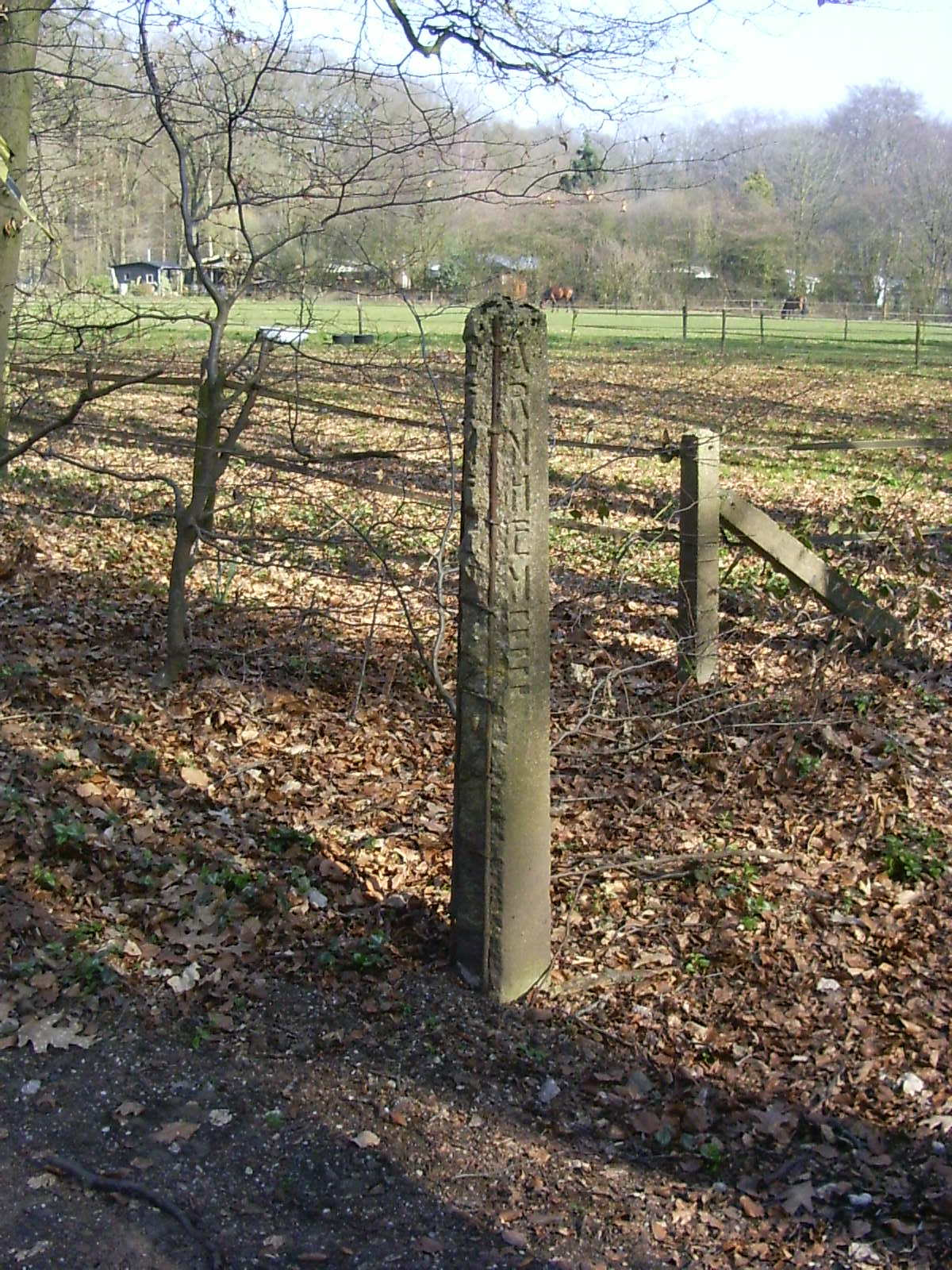
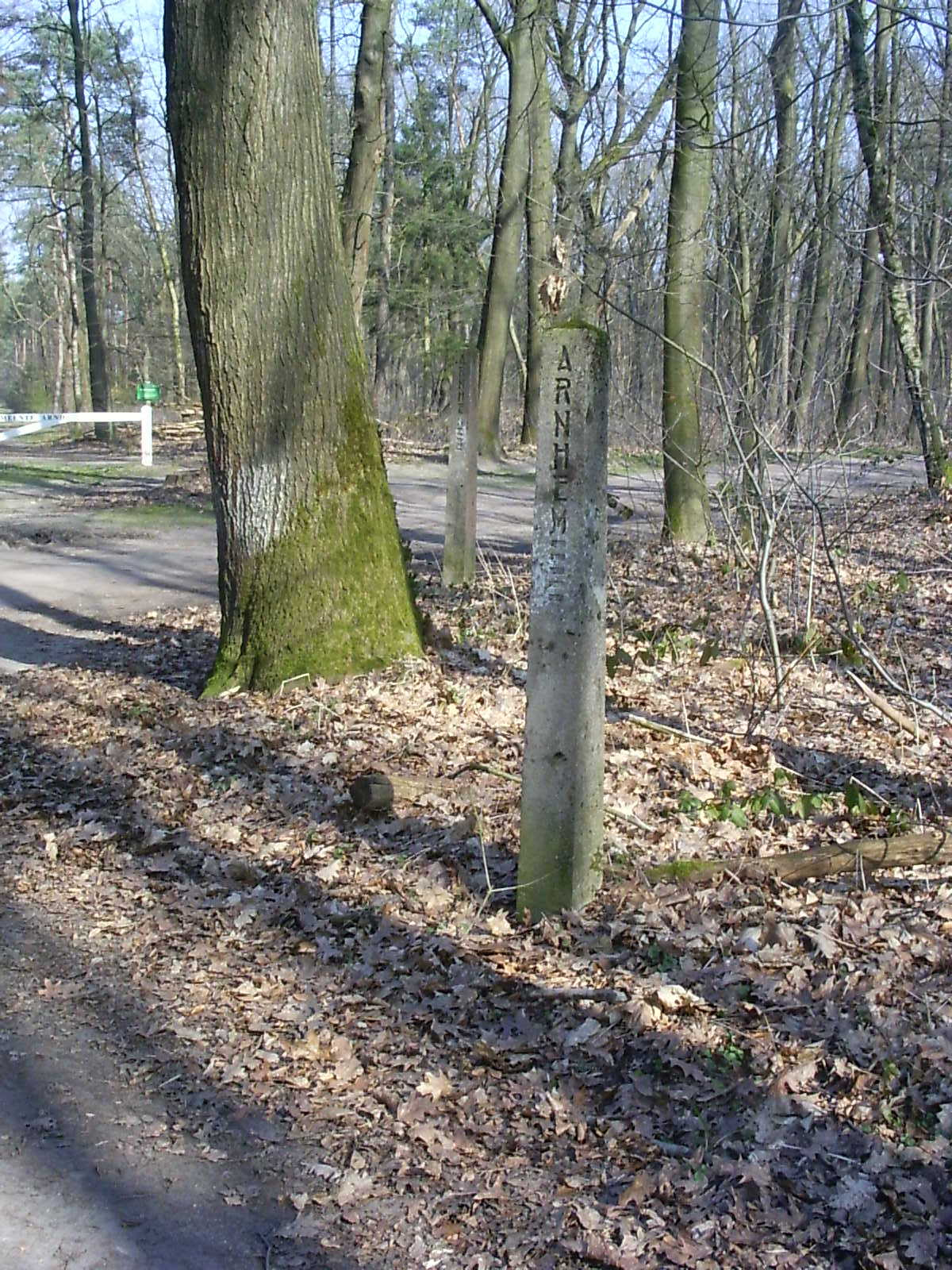
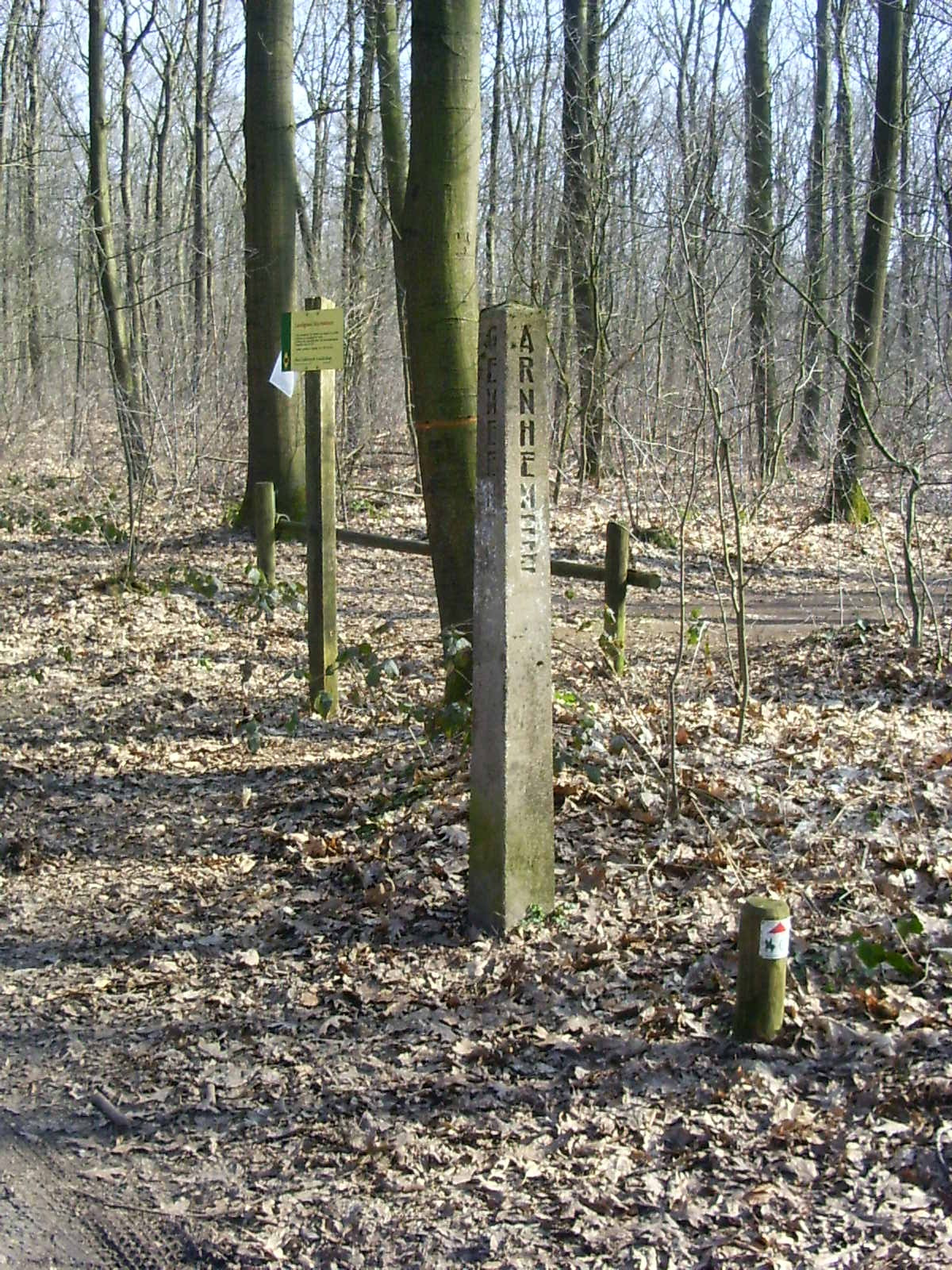
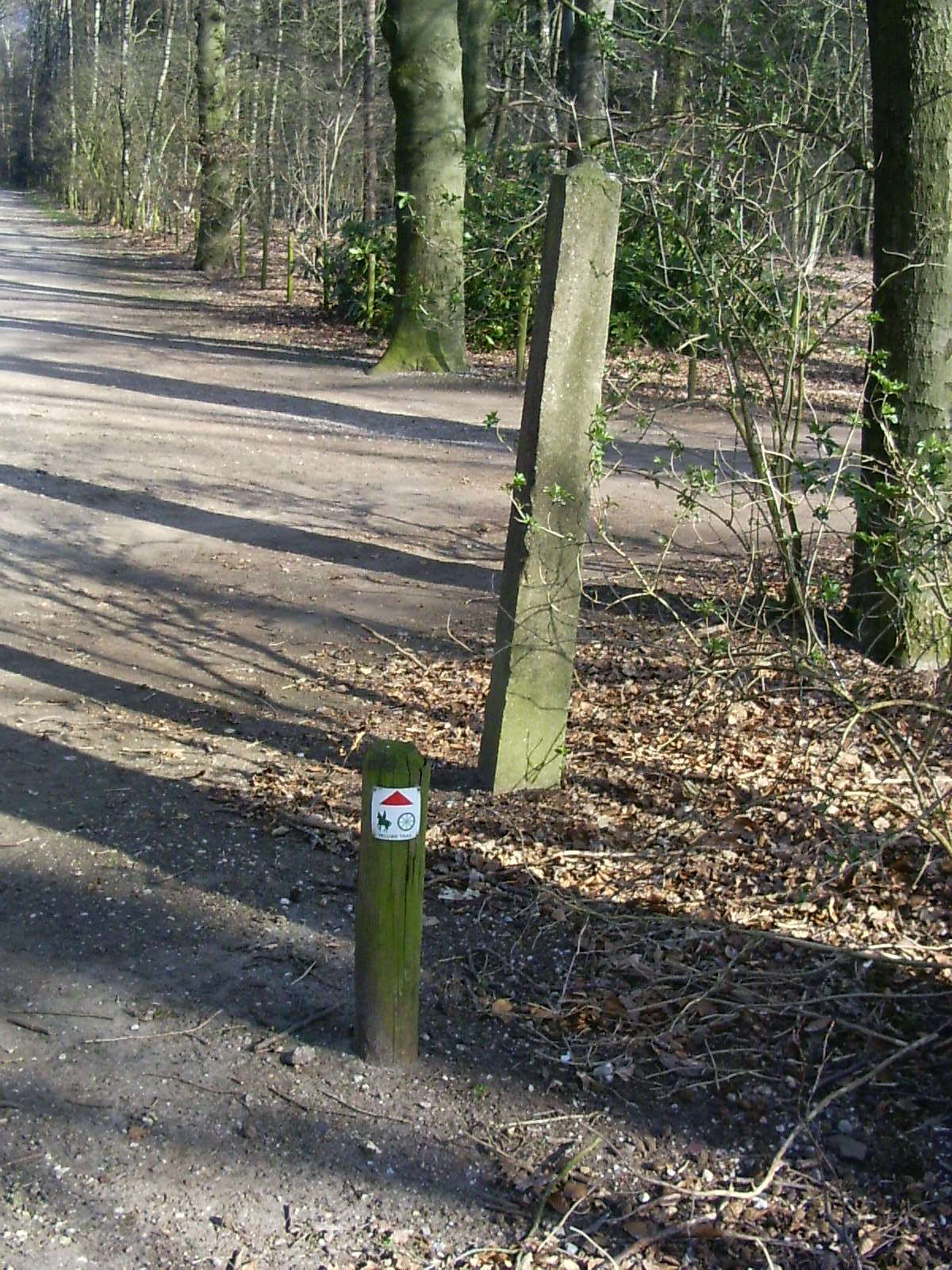

- 52° 1' 24" NB, 5° 50' 12" OL
- 52° 1' 22" NB, 5° 50' 16" OL
- 52° 1' 23" NB, 5° 50' 30" OL
- 52° 1' 23" NB, 5° 50' 31" OL
- 52° 1' 22" NB, 5° 51' 7" OL